# Chiến dịch tấn công Proskurov–Chernovtsy
Chiến dịch tấn công Proskurov (Khmelnitskyi)–Chernovtsy (từ 4 tháng 3 đến 17 tháng 4 năm 1944) là một trong các trận đánh lớn nhất giữa Hồng quân Liên Xô và Quân đội Đức quốc xã trong các hoạt động quân sự ở hữu ngạn Ukraina thuộc Chiến tranh thế giới thứ hai. Trong 44 ngày diễn ra chiến dịch, Phương diện quân Ukraina 1 thực hiện các đòn vu hồi sâu đến 350 km từ căn cứ bàn đạp Rovno - Lutsk xuống phía Nam dọc theo kinh tuyến 26 (Đông) đến Chernovtsy, chia cắt Tập đoàn quân xe tăng 1 (Đức) với chủ lực Cụm tập đoàn quân Nam (Đức), tiến ra vùng ngã ba biên giới Liên Xô - Tiệp Khắc - Romania. Cùng thời gian này, Phương diện quân Ukraina 2 phát động cuộc tổng tấn công theo hướng Đông Bắc - Tây Nam từ khu vực Uman - Pervomaisk đến Bălţi và Botosani trên đất Romania. Các hoạt động tấn công do hai phương diện quân mạnh nhất trên mặt trận Ukraina của Quân đội Liên Xô tiến hành đã tạo nên một vòng vây rất rộng bao bọc chủ lực Tập đoàn quân xe tăng 1 và cánh Bắc của Tập đoàn quân 8 (Đức) tại khu vực Proskurov - Vinitsa - Kamenets Podolsky. Chiến dịch này đã làm thiệt hại nặng Tập đoàn quân xe tăng 1 (Đức) và các sư đoàn còn lại của Tập đoàn quân 8 (Đức) chưa bị đánh tan trong Chiến dịch hợp vây Korsun-Shevchenkovsky trước đó.
Lẽ ra chiến dịch này có thể thành công mỹ mãn nếu như cánh phải của Phương diện quân Ukraina 2 tiến công sớm hơn, phối hợp tốt hơn với cánh trái của Phương diện quân Ukraina 1 trong việc kiềm chế Tập đoàn quân xe tăng 1 (Đức) và Phương diện quân Ukraina 1 bố trí nhiều lực lượng dự bị hơn để tăng dày vòng vây phía ngoài trên hướng Lvov - Stanislav. Nguyên soái G. K. Zhukov và Bộ tư lệnh Phương diện quân Ukraina 1 cũng mắc sai lầm khi triển khai một vòng vây quá rộng ở phía Tây với binh lực mỏng và phán đoán sai ý đồ hướng phá vây của Tập đoàn quân xe tăng 1 (Đức). Về phía quân đội Đức Quốc xã, mặc dù rút được một phần lực lượng khỏi "cái túi" Kamenets Podolsky nhưng các sư đoàn xe tăng của Tập đoàn quân xe tăng 1 (Đức) đã bỏ lại 357 xe tăng, 42 pháo tự hành, 280 khẩu pháo xe kéo và thiết bị quân sự hạng nặng cùng những tổn thất lớn về quân số. Các trung đoàn xe tăng hạng nặng 503, 506, 509 (Đức) khi vào trận đều được biên chế 56 xe tăng Tiger I nhưng khi thoát vây chỉ còn lại 5 đến 7 chiếc.
Kết quả của chiến dịch này và cũng là của Chiến dịch tấn công Uman–Botoşani đã cắt đôi mặt trận của Cụm tập đoàn quân Nam (Đức) tại Tây Ukraina. Tổng hành dinh quân đội Đức Quốc xã đã phải chia Cụm tập đoàn quân Nam (Đức) làm đôi. Cụm tập đoàn quân Bắc Ukraina do Thượng tướng Walter Model chỉ huy và Cụm tập đoàn quân Nam Ukraina do Thượng tướng Johannes Hans Frießner chỉ huy. Thống chế Erich von Manstein bị huyền chức sau khi được tặng Thanh kiếm danh dự và Huân chương Chữ thập Hiệp sĩ.
Thành công của chién dịch này đã mở ra trước mặt Phương diện quân Ukraina 1 (Liên Xô) hai hướng tấn công chính. Một hướng qua núi Carpath vào Tiệp Khắc và một hướng qua thượng nguồn sông Vistula tiếp cận biên giới nước Đức. Quân đội Liên Xô bắt đầu tác chiến trên lãnh thổ nước ngoài với nhiều thách thức và điều kiện hoàn toàn khác lạ đang chờ họ ở phía trước. Quân đội Đức Quốc xã đã phải huy động đến nguồn quân lực từ các chính quyền Đông Âu là đồng minh của họ như Romania, Hungaria và cả quân Slovakia, buộc Quân đội Liên Xô phải áp dụng các biện pháp chính trị, ngoại giao để hỗ trợ cho các hoạt động quân sự theo hướng cô lập Quân đội Đức Quốc xã ngay trên lãnh thổ các đồng minh không lấy gì làm chắc chắn lắm của họ.

## Bối cảnh lịch sử và tình huống mặt trận

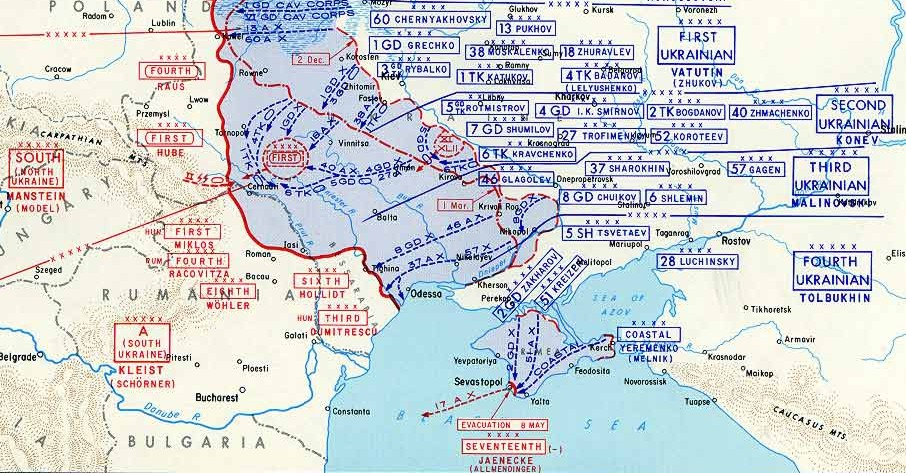
Tình hình mặt trận Xô-Đức tại Ukraina tháng 4 năm 1944

Cuối tháng 2, đầu tháng 3 năm 1944, Cụm tập đoàn quân Nam (Đức) phải liên tục đối phó với nhiều đòn tấn công tổng lực của Quân đội Liên Xô trên khắp chiến trường miền Tây Ukraina. Trong khi Chiến dịch Korsun-Shevchenkovsky đang ở vào giai đoạn gay cấn thì hai chiến dịch nhỏ hơn được Quân đội Liên Xô liên tiếp mở ra tại Rovno–Lutsk và Nikopol-Krivoi Rog. 18 sư đoàn xe tăng, những trụ cột phòng ngự cơ động của Cụm tập đoàn quân Nam (Đức) phải di chuyển như con thoi từ Nam lên Bắc và ngược lại để ứng cứu cho bộ binh Đức tại các đột phá khẩu rất lớn mà Quân đội Liên Xô đã mở ra. Trong Chiến dịch Korsun-Shevchenkovsky, 8 sư đoàn xe tăng Đức (1, 3, 11, 13, 14, 16, 17 và 1 SS) phải tập trung lại trên một địa đoạn hẹp không quá 100 km chính diện để cứu 10 sư đoàn bộ binh và 1 sư đoàn xe tăng trong vòng vây đã để lộ một giãn cách rộng đến hơn 120 km giữa Tập đoàn quân xe tăng 1 với Tập đoàn quân xe tăng 4 (Đức) đang phòng ngự tại khu vực Tarnopol - Proskurov - Vinitsa. Những giãn cách nguy hiểm tương tự của Quân đội Đức Quốc xã cũng xuất hiện tại các khu vực Uman, Novoukrainka, Novyi Bug và dọc theo sông Nam Bug. Mặc dù chiến tranh đã đến gần nước Đức hơn nhưng cự ly giữa mặt trận và các đơn vị dự bị (Đức) vẫn còn rất lớn; nơi gần nhất cũng mất 2 đến 3 ngày chuyển quân bằng xe lửa, chưa kể thời gian chất hàng và xuống hàng. Ở phía Bắc, sau Chiến dịch Rovno–Lutsk, một lỗ hổng lớn trên tuyến phòng ngự của Cụm Tập đoàn quân Nam (Đức) cũng đã xuất hiện tại tuyến Mlynov - Shumskoye - Izyaslav. Đây chính là nơi mà quân đội Liên Xô sẽ khởi sự một trong các đòn đột kích sâu nhất của họ tại hữu ngạn Ukraina.
Trong ba tháng cuối năm 1943 và ba tháng đầu năm 1944, không chỉ Cụm tập đoàn quân Nam mà cả Cụm tập đoàn quân Bắc và Cụm tập đoàn quân Trung tâm (Đức) cũng phải chống trả liên tục các đòn tấn công của quân đội Liên Xô, khởi đầu cho một chuỗi chiến dịch mà giới sử học quân sự vẫn gọi là "Mười đòn đánh của Stalin". Chỉ trong nửa năm đó, đã diễn ra 5 chiến dịch lớn tại chính diện của Cụm tập đoàn quân Bắc, 3 chiến dịch lớn nhằm vào Cụm tập đoàn quân Trung tâm. Quân đội Đức Quốc xã không còn được tự do di chuyển lực lượng tăng - thiết giáp từ những mặt trận còn tương đối yên tĩnh đến những khu vực chiến sự sôi động hơn như thời gian từ giữa năm 1942 đến giữa năm 1943. Với tình trạng bắt đầu thiếu hụt xe tăng, biên chế các trung đoàn xe tăng, đơn vị chiến đấu cơ bản, cũng bị cắt giảm về phương tiện. Nếu như thời kỳ 1941-1943, một trung đoàn xe tăng Đức có thể có từ 72 đến 81 xe tăng, trong đó có từ 36 đến 45 xe tăng hạng nặng thì đến đầu năm 1944, con số này chỉ còn từ 50 đến 60 chiếc, trong đó có từ 27 đến 30 xe tăng hạng nặng. Các nhà máy sản xuất các loại xe tăng cũ (trừ loại Panzer IV) bắt đầu phải sửa chữa, phục hồi nhiều xe tăng hỏng trong khi chưa triển khai được dây chuyền sản xuất xe tăng mới.
Trong khi đó, Quân đội Liên Xô vẫn tiếp tục nhận được binh lực bổ sung đều đặn từ các tập đoàn quân dự bị và các trang bị kỹ thuật ngày càng hiện đại hơn từ nền công nghiệp quốc phòng đã phục hồi nhanh chóng và liên tục phát triển của họ. Việc phục hồi vùng các công nghiệp Kharkov và Donets đã đem lại cho họ thêm 31.000 tấn than mỗi ngày, 10.000 tấn thép cán và 1.094 máy kéo mỗi tháng. Hơn 1.300 nhà máy quốc phòng trọng yếu ở các vùng Ural, Povolzhe, Tây Sibir... trong đó có các nhà máy sản xuất xe tăng, pháo và các vũ khí hạng nặng ở Chelyabinsk, Sverdlovsk, Ural Khimaz, Novosibirsk, Magnitogorsk... vẫn tiếp tục đưa đến tiền tuyến hàng trăm xe tăng, hàng nghìn súng, pháo, hàng vạn tấn đạn dược, hàng chục vạn tấn quân nhu mỗi tuần trên những "con đường xanh", những chuyến vận tải đường sắt ưu tiên tuyệt đối, không phải dừng lại ở bất kỳ ga trung gian nào, trừ lý do kỹ thuật. Các nhà máy công nghiệp quốc phòng cũ như Tula, Gorky, Kirov cũng phục hồi với sản lượng và chất lượng cao hơn hẳn trước chiến tranh.
Khu vực Proskurov, Chernovtsy, Kremenets, Starokonstantinov, Ternopil, Vinitsa chính là nơi khởi đầu các trận đánh mở màn Chiến tranh Xô-Đức tại chiến trường Ukraina. Tại đây đã diễn ra những trận hội chiến biên giới năm 1941, trong đó có Trận Dubno - Lutsk - Brody và Trận Uman. Sau gần 3 năm, những đạo quân xe tăng có nhiều duyên nợ của Quân đội Liên Xô và Quân đội Đức Quốc xã lại gặp nhau trên chiến trường cũ trong những trận quyết đấu. Tuy nhiên, thế và lực của họ đã khác nhau rất nhiều.

## Binh lực và kế hoạch

### Quân đội Liên Xô

#### Binh lực
Phương diện quân Ukraina 1 do Nguyên soái G. K. Zhukov tạm thời chỉ huy thay đại tướng N.F.Vatutin bị thương nặng. Đây là một trong hai phương diện quân có binh lực mạnh nhất vùng Ukraina khi đó. G. K. Zhukov chỉ để lại Tập đoàn quân 13 phối hợp với Phương diện quân Byelorussia 2 kiềm chế cánh Bắc của Tập đoàn quân xe tăng 4 (Đức). Còn lại 7 tập đoàn quân của phương diện quân, trong đó có 3 tập đoàn quân xe tăng đều được huy động vào hướng tấn công chính của chiến dịch.
Tập đoàn quân xe tăng 1 do trung tướng M. E. Katukov chỉ huy, biên chế có:
- Quân đoàn cơ giới cận vệ 8 gồm Lữ đoàn xe tăng cận vệ 1; các lữ đoàn cơ giới cận vệ 19, 20, 21; Trung đoàn pháo chống tăng tự hành 353; Trung đoàn pháo tự hành 756; Trung đoàn súng cối cận vệ 8; Trung đoàn pháo xe kéo 265; Trung đoàn hỏa tiễn cận vệ 405 và Trung đoàn phòng không cận vệ 358.
- Quân đoàn xe tăng cận vệ 11 gồm các lữ đoàn xe tăng cận vệ 40, 44, 45; các lữ đoàn pháo tự hành cận vệ 9, 27; các trung đoàn pháo chống tăng 362, 391; Trung đoàn súng cối cận vệ 270; Trung đoàn pháo binh cận vệ 54 và Trung đoàn phòng không 1448.
- Quân đoàn bộ binh 11 gồm các sư đoàn bộ binh 24, 271 và 251.
- Các đơn vị trực thuộc Tập đoàn quân: Lữ đoàn xe tăng cận vệ 47; các trung đoàn pháo xe kéo 874, 1646, 1664; Sư đoàn phòng không 8; Lữ đoàn công binh 59, các trung đoàn công binh 235, 317.

Tập đoàn quân xe tăng cận vệ 3 do thượng tướng P. A. Rybalko chỉ huy, biên chế có:
- Quân đoàn xe tăng cận vệ 6 gồm các lữ đoàn xe tăng cận vệ 51, 52, 53; Lữ đoàn cơ giới cận vệ 22; các trung đoàn pháo tự hành 702, 1893; Trung đoàn pháo binh cận vệ 3; Trung đoàn pháo chống tăng 1666; Trung đoàn súng cối cận vệ 272 và Trung đoàn phòng không cận vệ 286.
- Quân đoàn xe tăng cận vệ 7 gồm các lữ đoàn xe tăng cận vệ 54, 55, 56; Lữ đoàn cơ giới cận vệ 23, các trung đoàn pháo tự hành 1507, 1894; Trung đoàn pháo binh cận vệ 4, Trung đoàn pháo chống tăng cận vệ 312; Trung đoàn súng cối cận vệ 467; Trung đoàn hỏa tiễn cận vệ 53 và Trung đoàn phòng không cận vệ 287.
- Quân đoàn cơ giới 9 gồm các lữ đoàn cơ giới 69, 70, 71; các trung đoàn xe tăng 47, 59; Lữ đoàn pháo tự hành 100; Trung đoàn pháo chống tăng cận vệ 108; Trung đoàn pháo binh 396; Trung đoàn súng cối 616 và Trung đoàn phòng không 1719.
- Các đơn vị trực thuộc Tập đoàn quân: Lữ đoàn xe tăng 91; Trung đoàn pháo tự hành 50; Tiểu đoàn trinh sát cơ giới 39, Trung đoàn cơ giới cận vệ 90; các trung đoàn phòng không 1381, 1393; Trung đoàn công binh 182.

Tập đoàn quân xe tăng 4 do trung tướng D. D. Lelyushenko chỉ huy. Biên chế có:
- Quân đoàn cơ giới cận vệ 6 gồm các lữ đoàn cơ giới cận vệ 16, 17; Lữ đoàn cơ giới 49; các trung đoàn xe tăng 29, 56; Trung đoàn pháo tự hành cận vệ 1, Lữ đoàn pháo binh 95; Trung đoàn pháo binh cận vệ 51; Trung đoàn pháo chống tăng 740; Trung đoàn súng cối 240; Trung đoàn súng cối cận vệ 52 và Trung đoàn phòng không cận vệ 31.
- Quân đoàn xe tăng cận vệ 10 gồm các lữ đoàn xe tăng cận vệ 61, 62, 63; Lữ đoàn cơ giới cận vệ 29, Trung đoàn pháo tự hành cận vệ 356; Lữ đoàn pháo binh cận vệ 7; Trung đoàn pháo chống tăng cận vệ 357; Trung đoàn pháo binh cận vệ 62; Trung đoàn súng cối cận vệ 299; các trung đoàn phòng không cận vệ 359 và 248.
- Các đơn vị trực thuộc tập đoàn quân: Trung đoàn pháo tự hành cận vệ 51, Trung đoàn pháo binh cận vệ 312, Trung đoàn công binh 88.

Tập đoàn quân cận vệ 1 do Thượng tướng A. A. Gresko chỉ huy. Biên chế có:
- Quân đoàn bộ binh cận vệ 17 có 2 sư đoàn bộ binh 147 và 309.
- Quân đoàn bộ binh cận vệ 18 có 2 sư đoàn bộ binh 226 và 280.
- Quân đoàn bộ binh 47 có 2 sư đoàn bộ binh 68 (cận vệ), 146 và Sư đoàn bộ binh xung kích 2.
- Quân đoàn bộ binh 107 gồm 3 sư đoàn bộ binh 107, 304 và 359.
- Các đơn vị trực thuộc tập đoàn quân: Lữ đoàn xe tăng 93, các trung đoàn pháo tự hành cận vệ 1, 29; các trung đoàn pháo chống tăng tự hành cận vệ 374, 399; Lữ đoàn pháo binh cận vệ 3; Trung đoàn pháo binh 518; Lữ đoàn pháo chống tăng 496; Trung đoàn súng cối cận vệ 329, 525; Sư đoàn phòng không 25 và trung đoàn phòng không độc lập 580.

Tập đoàn quân 13 do Trung tướng N. P. Pukhov chỉ huy. Biên chế có
- Quân đoàn bộ binh 24 gồm các sư đoàn bộ binh 71, 287, 350.
- Quân đoàn bộ binh 27 gồm các sư đoàn bộ binh 112, 162 và cận vệ 6.
- Quân đoàn bộ binh 76 gồm các sư đoàn bộ binh 149, 172 và cận vệ 121.
- Quân đoàn kỵ binh cận vệ 1 gồm các sư đoàn kỵ binh cận vệ 1, 2, 7; Trung đoàn xe tăng 58; Trung đoàn pháo tự hành 1244; Trung đoàn pháo chống tăng cận vệ 143; Trung đoàn pháo binh cận vệ 1; các trung đoàn súng cối 49 và cận vệ 1; Trung đoàn phòng không cận vệ 1.
- Quân đoàn kỵ binh cận vệ 6 gồm các sư đoàn kỵ binh cận vệ 8, 13; Sư đoàn kỵ binh Cossak 3; Trung đoàn pháo tự hành 1813; Trung đoàn pháo chống tăng cận vệ 142; Trung đoàn pháo binh cận vệ 6; Trung đoàn súng cối cận vệ 11; Trung đoàn phòng không 1732.
- Các đơn vị trực thuộc tập đoàn quân: Lữ đoàn bộ binh Tiệp khắc 1, Lữ đoàn du kích 160 Ukraina, Lữ đoàn xe tăng 150, các trung đoàn xe tăng nhẹ 11, 25; Trung đoàn cơ giới cận vệ 2; các tiểu đoàn trinh sát cơ giới 45, 49; các lữ đoàn pháo binh 33, 38; các trung đoàn pháo binh cận vệ 19, 111, 112; các trung đoàn pháo binh 805, 1528; Lữ đoàn pháo chống tăng cận vệ 22; các trung đoàn pháo chống tăng 316, 493, 868, 1076, 1643, 1644, 1645; các trung đoàn súng cối 128, 476, 477, 497; các sư đoàn phòng không 10, 37, Trung đoàn phòng không độc lập 1287; Sư đoàn công binh 7, Lữ đoàn công binh 275, các trung đoàn vận tải 9, 20.

Tập đoàn quân 18 do trung tướng E. P. Zhuravlev chỉ huy. Biên chế có:
- Quân đoàn bộ binh 22 gồm các sư đoàn bộ binh 71, 129 (cận vệ), 317.
- Quân đoàn bộ binh 52 gồm các sư đoàn bộ binh 24, 117 (cận vệ), 395.
- Các đơn vị trực thuộc tập đoàn quân: Sư đoàn bộ binh 161; Trung đoàn pháo tự hành cận vệ 12; các trung đoàn pháo binh cận vệ 69, 112, 108, 312; các trung đoàn chống tăng 408, 493; Trung đoàn súng cối 569, Sư đoàn phòng không 37; Trung đoàn phòng không 269; Lữ đoàn công binh 50.

Tập đoàn quân 38 do thượng tướng K. S. Moskalenko chỉ huy. Biên chế có:
- Quân đoàn bộ binh 67 gồm các sư đoàn bộ binh 100, 151, 237, 241.
- Quân đoàn bộ binh 101 gồm các sư đoàn bộ binh 70, 211, 221.
- Các đơn vị trực thuộc tập đoàn quân: Các trung đoàn pháo tự hành 1890, 1899, 1900; Trung đoàn pháo binh 628; Lữ đoàn pháo chống tăng 23, các trung đoàn pháo chống tăng 269, 1663; Trung đoàn súng cối 491; Sư đoàn phòng không 21; Lữ đoàn công binh 15; Trung đoàn vận tải 268.

Tập đoàn quân 60 do thượng tướng I. D. Cherniakhovsky chỉ huy. Biên chế có:
- Quân đoàn bộ binh 15 gồm các sư đoàn bộ binh 148, 322, 336.
- Quân đoàn bộ binh 28 gồm các sư đoàn bộ binh 107, 140, 246.
- Quân đoàn bộ binh 94 gồm các sư đoàn bộ binh 99, 117 (cận vệ).
- Quân đoàn bộ binh 106 gồm các sư đoàn bộ binh 135, 302, 340.
- Các đơn vị trực thuộc tập đoàn quân: Sư đoàn pháo binh cận vệ 1; Lữ đoàn pháo binh cận vệ 24; các trung đoàn pháo binh 839, 1156; các lữ đoàn pháo chống tăng cận vệ 7, 8 và 28; các trung đoàn pháo chống tăng 460, 1506, 1660; các trung đoàn súng cối 9, 138; Trung đoàn hỏa tiễn cận vệ 3; Sư đoàn phòng không 23; Trung đoàn phòng không 219; Lữ đoàn công binh 59; các trung đoàn vận tải 235, 317.

Tập đoàn quân không quân 2 do thượng tướng S. A. Krasovsky chỉ huy. Biên chế có 1 sư đoàn tiêm kích, 2 sư đoàn cường kích, 1 sư đoàn ném bom ban ngày, 1 sư đoàn ném bom ban đêm, 2 trung đoàn vận tải, 1 trung đoàn đổ bộ đường không, 1 trung đoàn trinh sát, 1 trung đoàn cứu hộ, 4 trung đoàn phòng không.
Các đơn vị dự bị chiến dịch trực thuộc Bộ tư lệnh Phương diện quân
- Quân đoàn xe tăng cận vệ 4 của thiếu tướng P. P. Poluboyarov gồm các lữ đoàn xe tăng cận vệ 12, 13, 14; Lữ đoàn cơ giới cận vệ 3; Trung đoàn pháo tự hành 76; Trung đoàn pháo chống tăng 756; Trung đoàn pháo binh 752; Trung đoàn súng cối 264; các trung đoàn phòng không cận vệ 120, 240.
- Quân đoàn xe tăng 25 của thiếu tướng Fyodor Gerasimovich Anikushkin gồm các lữ đoàn xe tăng 111, 162, 175; Lữ đoàn cơ giới 16; Trung đoàn pháo tự hành 1251; Trung đoàn pháo chống tăng 1497; Trung đoàn súng cối 459; Trung đoàn pháo binh 746; Trung đoàn phòng không 1702; Tiểu đoàn mô tô trinh sát 194; Trung đoàn công binh 140.

Cánh phải của Phương diện quân Ukraina 2 do đại tướng I. S. Konev chỉ huy; chịu trách nhiệm hướng phụ công hợp vây ở phía Nam mặt trận. 2 tập đoàn quân được điều động tham gia chiến dịch.
Tập đoàn quân xe tăng 6 do trung tướng A. G. Kravchenko chỉ huy. Biên chế có:
- Quân đoàn cơ giới 5 gồm các lữ đoàn cơ giới 2, 9, 45; Lữ đoàn xe tăng 233; các trung đoàn pháo tự hành 697, 745, 999; Lữ đoàn pháo binh 64; Trung đoàn súng cối 458; Tiểu đoàn súng cối cận vệ 35; Trung đoàn phòng không 1700.
- Quân đoàn xe tăng cận vệ 5 gồm các lữ đoàn xe tăng cận vệ 20, 21, 22; Lữ đoàn cơ giới cận vệ 6; các trung đoàn pháo tự hành 1416, 1458, 1462; Lữ đoàn pháo binh 80; Trung đoàn pháo chống tăng 1667; Trung đoàn súng cối 454; Trung đoàn phòng không 1696; Lữ đoàn hỏa tiễn cơ giới 6; Tiểu đoàn trinh sát cơ giới 156; Phi đội trinh sát đường không 387; Lữ đoàn công binh 181.

Tập đoàn quân 40 do trung tướng F. F. Zhmachenko chỉ huy. Biên chế có:
- Quân đoàn bộ binh 50 gồm các sư đoàn bộ binh 4 (cận vệ), 133, 163.
- Quân đoàn bộ binh 51 gồm các sư đoàn bộ binh 42 (cận vệ), 74, 232.
- Quân đoàn bộ binh 104 gồm các sư đoàn bộ binh 38, 240.
- Các đơn vị trực thuộc tập đoàn quân: Trung đoàn pháo tự hành 1898; Trung đoàn pháo binh 1950; Lữ đoàn pháo chống tăng 94; Trung đoàn pháo chống tăng 680; Trung đoàn súng cối 10; Sư đoàn phòng không 9; các trung đoàn công binh 4, 14.

#### Kế hoạch tấn công
Ngay sau khi kết thúc Chiến dịch Korsun–Shevchenkovsky, ngày 18 tháng 2 năm 1944, Bộ tư lệnh Phương diện quân Ukraina 1 đã đặt vấn đề mở cuộc tấn công mới trên hướng Proskurov-Chernovtsy. Ngày 23 tháng 2, Nguyên soái G. K. Zhukov và Hội đồng quân sự Phương diện quân đã thống nhất kế hoạch tấn công và báo cáo lên Đại bản doanh. Ngày 24 tháng 2, Đại bản doanh Liên Xô ra mệnh lệnh số 130315 đồng ý phê duyệt kế hoạch tấn công và chỉ thị:
| “         | Phương diện quân Ukraina 1 sử dụng các tập đoàn quân xe tăng 1 và cận vệ 3 tổ chức tấn công trên toàn tuyến Dubno, Shepetovka Lyubar, cô lập và tiêu diệt cánh quân Đức tại khu vực Kremenets, phát triển theo hướng Starokonstantinov, Tarnopol, Berestechko, Brody, Proskurov và Khmelnitsky. Tiếp theo, mở cuộc đột kích theo hướng Chertkov, Lvov, chia cắt Cụm tập đoàn quân Nam (Đức) ở phía Tây và phía Bắc khu vực hữu ngạn sông Dnieste. Thời gian tấn công từ ngày 4 đến 6 tháng 3 | ” |
| — STAVKA, | |   |

Đòn đột kích mạnh nhất sẽ được các tập đoàn quân xe tăng Liên Xô giáng vào đoạn tiếp giáp giữa Tập đoàn quân xe tăng 4 và Tập đoàn quân xe tăng 1 (Đức) đang mỏng đi sau nỗ lực phá vây cứu Cụm quân Đức ở Korsun–Shevchenkovsky. Xét thấy một mình Tập đoàn quân xe tăng cận vệ 3 của tướng P. A. Rybalko không đủ mạnh để đột phá sâu, G. K. Zhukov yêu cầu Đại bản doanh lấy Tập đoàn quân xe tăng 4 của tướng D. D. Lelyushenko từ lực lượng dự bị để tăng viện cho Phương diện quân. I. V. Stalin đã đồng ý. Để bảo đảm đột phá sâu hơn và hình thành một vòng vây rộng, G. K. Zhukov điều động Tập đoàn quân 1 của tướng M. E. Katukov vốn đang hoạt động tại Pogrebische, phía trước Vinitsa bí mật chuyển quân đến Shepetovka. Theo kế hoạch, các tập đoàn quân bộ binh 18, 38 và cận vệ 1 phải hành động tích cực trên chính diện Lyubar - Lipovets để "lôi kéo" và "giữ chân" Tập đoàn quân xe tăng 1 (Đức) trên khu vực Vinitsa - Proskorov, tạo điều kiện cho các tập đoàn quân xe tăng khép vòng vây ở phía Tây. Phương diện quân Ukraina 2 phải phối hợp chặt chẽ với Phương diện quân Ukraina 1 về thời điểm mở Chiến dịch tấn công Uman–Botoşani để tạo vòng vây phía Nam, ngăn chặn Tập đoàn quân xe tăng 1 (Đức) thoát sang Romania. Kế hoạch cũng tính đến các hành động tích cực trên cánh Bắc của Phương diện quân Ukraina 1 phối hợp với Phương diện quân Byelorussia 2 để che chắn, bảo đảm phía sau chủ lực của Phương diện quân Ukraina 1 không bị Tập đoàn quân xe tăng 4 (Đức) đột kích bọc hậu.
Công tác hậu cần đảm bảo cho chiến dịch của quân đội Liên Xô ban đầu có gặp những khó khăn do đường giao thông kéo dài, hệ thống đường sắt bị phá hoại trong các chiến dịch chậm được khôi phục, các kho dã chiến, kho trung chuyển chưa kịp đưa lên gần mặt trận. Mãi đến ngày 1 tháng 3, Tập đoàn quân 60 mới vượt được 60 km từ Mlinov đến Yampol trên một vùng hầu như không có đường sá. Tập đoàn quân xe tăng 1 đến ngày 2 tháng 3 mới đổ quân xuống ga Shepetovka trong khi nhiên liệu của họ vẫn còn đang nằm ở đâu đó trên tuyến đường sắt Berdichev - Shepetovka. Tập đoàn quân xe tăng cận vệ 3 phải san sẻ cho Tập đoàn quân xe tăng 1 dự trữ xăng dầu của mình để bảo đảm bước vào chiến đấu đúng kế hoạch. Chỉ đến ngày 4 tháng 3, đúng ngày mở màn chiến dịch, tuyến đường sắt Novograd Volynsky đi Shepetovka mới được khai thông và việc tiếp tế cho các tập đoàn quân Liên Xô ổn định trở lại. Đến ngày 4 tháng 3, các tập đoàn quân chủ lực của Phương diện quân Ukraina 1 đã được đảm bảo 3 đến 4 cơ số đạn dược, 15 cơ số xăng dầu, 20 cơ số lương thực, thực phẩm và 2,7 cơ số y cụ, thuốc men.

### Quân đội Đức Quốc xã

#### Binh lực
Đối diện với Phương diện quân Ukraina 1 (Liên Xô) là hai tập đoàn quân xe tăng mạnh nhất của Quân đội Đức Quốc xã ở mặt trận phía Đông. Hai đạo quân này chiếm hơn nửa số xe tăng Đức trên toàn chiến trường Xô-Đức và đều do các tướng lĩnh cao cấp có nhiều kinh nghiệm chỉ huy.
Tập đoàn quân xe tăng 1 do thượng tướng Hans-Valentin Hube chỉ huy được biên chế 3 quân đoàn xe tăng và 1 quân đoàn bộ binh:
Quân đoàn xe tăng 3 của trung tướng Hermann Breith, biên chế có:
- Sư đoàn xe tăng 1 SS "Leibstandarte Adolf Hitler" của trung tướng Theodor Wisch, quân số 19.867 người; gồm Trung đoàn xe tăng 1, các trung đoàn xe tăng SS 1, 2; Trung đoàn pháo binh 1 SS; Trung đoàn pháo tự hành 1 SS; Trung đoàn súng cối 1 SS; Tiểu đoàn thiết giáp trinh sát SS; Tiểu đoàn cơ giới 1 SS; Tiểu đoàn kỹ thuật SS.
- Sư đoàn xe tăng 11 của trung tướng Wend von Wietersheim, quân số 15.579 người; gồm các trung đoàn xe tăng 5, 110, 111, Trung đoàn pháo tự hành 277, Trung đoàn pháo tự hành 61, Trung đoàn pháo binh 119, Trung đoàn pháo chống tăng 11; Tiểu đoàn trinh sát 209, Tiểu đoàn kỹ thuật 89.
- Sư đoàn xe tăng 16 của thiếu tướng Hans-Ulrich Back.
- Lữ đoàn cơ giới 249
- Trung đoàn xe tăng hạng nặng của đại tá Franz Bäke gồm các tiểu đoàn xe tăng hạng nặng 506, 509.

Quân đoàn xe tăng 24 của tướng Walther Nehring, trong biên chế có:
- Sư đoàn xe tăng 20 của tướng Georg Jauer.
- Sư đoàn xe tăng 25 của tướng Hans Tröger.
- Sư đoàn bộ binh 208 của tướng Hans Pieckenbrock.
- Sư đoàn bộ binh 371 của tướng Hermann Niehoff.
- Lữ đoàn cơ giới 300.
- Tiểu đoàn xe tăng hạng nặng 616
- Tiểu đoàn xe tăng hạng nặng 731.
- Tiểu đoàn cơ giới trinh sát 473

Quân đoàn xe tăng 46 của tướng Friedrich Schulz. Biên chế có:
- Sư đoàn xe tăng 6 của tướng Rudolf Freiherr von Waldenfels
- Sư đoàn xe tăng 19 của tướng Hans Källner.
- Lữ đoàn cơ giới 276
- Lữ đoàn cơ giới 280
- Sư đoàn bộ binh 254 của tướng Oskar Eckholt.
- Sư đoàn bộ binh 96 của tướng Richard Wirtz.
- Tiểu đoàn xe tăng hạng nặng 88
- Tiểu đoàn xe tăng hạng nặng 503

Quân đoàn bộ binh 59 của tướng Kurt von der Chevallerie. Biên chế có:
- Sư đoàn bộ binh 1 của tướng Ernst-Anton von Krosigk.
- Sư đoàn bộ binh 75 của tướng Helmuth Beukemann.
- Sư đoàn bộ binh 82 của tướng Hans-Walter Heyne.
- Sư đoàn bộ binh 101 của tướng Emil Vogel.
- Sư đoàn bộ binh 254 của tướng Alfred Thielmann.
- Sư đoàn pháo binh 18 của tướng Karl Thoholte.

Tập đoàn quân xe tăng 4 do thượng tướng Erhard Raus chỉ huy được biên chế 3 quân đoàn xe tăng và 1 quân đoàn bộ binh:
Quân đoàn xe tăng 42 của tướng Franz Mattenklott (phục hồi). Biên chế có:
- Sư đoàn xe tăng 1 của tướng Werner Marcks.
- Sư đoàn xe tăng 17 của tướng Karl-Friedrich von der Meden.
- Sư đoàn cơ giới 381
- Sư đoàn bộ binh 72
- Sư đoàn đổ bộ đường không 1
- Tiểu đoàn xe tăng hạng nặng 302

Quân đoàn xe tăng 48 của tướng Hermann Balck. Biên chế có:
- Sư đoàn xe tăng 2 SS "Das Reich"  của tướng Otto Weidinger.
- Sư đoàn xe tăng 8 của tướng Gottfried Frölich.
- Sư đoàn bộ binh 208

Quân đoàn xe tăng 56 của tướng Friedrich Hoßbach. Biên chế có:
- Sư đoàn xe tăng 4 của tướng Dietrich von Saucken.
- Sư đoàn xe tăng 5 của tướng Karl Decker.
- Sư đoàn xe tăng 12 của tướng Freiherr von Bodenhausen.
- Sư đoàn bộ binh 203 của tướng Rudolf Pilz.
- Sư đoàn bộ binh 11

Quân đoàn bộ binh 13 của tướng Arthur Hauffe. Biên chế có:
- Sư đoàn xe tăng 7 của tướng Karl Mauss
- Sư đoàn bộ binh 68 của tướng Paul Scheuerpflug
- Sư đoàn bộ binh 340 của tướng Werner Ehrig
- Sư đoàn bộ binh 213 của tướng Alex Göschen
- Tiểu đoàn xe tăng hạng nặng 21

#### Kế hoạch phòng thủ
Sau khi giải thoát được hơn 4.000 quân Đức khỏi lòng chảo Korsun - Shevchenkovsky, thống chế Erich von Manstein kiên trì thuyết phục Hitler từ bỏ Phòng tuyến Panther-Wotan để lui về giữ các tuyến sông Nam Bug và sông Dniestr. Khác với chiến thuật bố trí phòng thủ tuyến sông Dniepr, sơ đồ phòng thủ mới của Cụm tập đoàn quân Nam (Đức) sẽ gồm hai tuyến chính.
Tuyến thứ nhất dọc theo sông Nam Bug là các cụm cứ điểm Proskorov (nay là Khmenniskyi), Vinitsa, Zhmerinka, Ladyzhin, Pervomaisk, Voznesensk, Nikolayev. Các cụm cứ điểm này sẽ dựa vào tuyến đường sắt Tarnopol đi Pervomaisk để cơ động lực lượng xe tăng và cơ giới, ứng cứu kịp thời cho các điểm bị đột phá. Các tuyến đường ngang Proskurov - Starokonstantinov, Zmerinka - Vinitsa, Vabniarka - Ladyzin, Kotovsk - Pervomaisk và Odessa - Voznesensk cũng phục vụ mục tiêu tác chiến phòng ngự cơ động từ trong ra ngoài và ngược lại. Các cụm cứ điểm Starokonstantinov, Vinitsa, Uman - Khristinovka, Pomoshnaya - Novoukrainka sẽ là các chốt phòng ngự tiền tiêu, ngăn chặn từ xa các đòn công kích của Quân đội Liên Xô khi họ tiếp cận tuyến sông Nam Bug.
Tuyến thứ hai dọc theo sông Dniestr gồm các cụm cứ điểm Tarnopol, Zalesye, Khotin, Soroky (Soroca), Ryvnita, Bendery và Akkerman. Khi đó, con đường sắt Lvov qua Stanislav (Ivano Frankivsk), Chernovtsy, Yassy (Iasi), Kishinev, Izmail sẽ phục vụ cơ động cho tuyến phòng thủ này. Bộ tư lệnh Cụm tập đoàn quân Nam tính toán rằng, cuộc tấn công từ Đông sang Tây của các phương diện quân Ukraina (Liên Xô) sẽ phải khắc phục khó khăn khi vượt qua hai con sông. Tuy không rộng và sâu bằng sông Dniepr nhưng sông Nam Bug và sông Dniestr cũng là những chướng ngại rất đáng kể, đặc biệt là trong mùa xuân tan băng, nước sông lên cao hơn.
Hình thức phòng ngự chủ yếu của Cụm tập đoàn quân Nam (Đức) vẫn là bộ binh chốt giữ phối hợp với xe tăng cơ động. Hai tuyến dường sắt chạy dọc theo các Thung lũng sông Nam Bug và Dniestr sẽ bảo đảm cho việc cơ động đó. Việc lùi về hai tuyến sông này đã kéo quân Đức lại gần hai cụm dự bị chiến lược quan trọng là Cụm quân Đức - Hungary - Slovakia tại Tây Nam Ba Lan và cụm quân Đức - Rumania - Bulgaria ở Balkan. Ngoài ra, Cụm tập đoàn quân E đóng tại Hy Lạp cũng là một nguồn dự trữ khác đảm bảo cho việc phòng ngự.
Khó khăn lớn nhất của quân đội Đức Quốc xã vẫn là thiếu xe tăng. Từ năm 1943, quân đội Đức Quốc xã không thể lấy lại được ưu thế về số lượng xe tăng trên mặt trận Xô-Đức mặc dù họ đã được trang bị nhiều xe tăng tốt hơn hẳn như Tiger I, Tiger II, Panther. Pháo binh cũng trong tình trạng tương tự vì suốt từ đầu cuộc chiến tranh, Quân đội Liên Xô luôn có tỷ lệ trội hơn về số lượng pháo, súng cối và đặc biệt là hỏa tiễn Katyusha, thứ vũ khí đột phá còn khủng khiếp hơn cả đại bác mà quân đội Đức Quốc xã từng gặp trong cuộc chiến tranh thế giới thứ hai. Khó khăn tiếp theo là vấn đề nhiên liệu. Mặc dù vẫn sản xuất được hơn 3 triệu tấn xăng dầu mỗi năm nhưng sản lượng đó vẫn không đủ cung cấp cho Quân đội Đức Quốc xã, đặc biệt là thiết giáp, cơ giới và không quân. Việc cơ động lực lượng xe tăng đến các mặt trận trông chờ rất nhiều vào đường sắt. Trong khi đó, đường sắt và các nhà ga đầu mối luôn là mục tiêu oanh tạc của không quân đối phương. Đây là một trong những điểm yếu nhất của kế hoạch phòng thủ dựa trên chiến thuật cơ động xe tăng phối hợp với bộ binh chốt giữ của người Đức.

## Diễn biến
Đến cuối ngày 3 tháng 3, trên tiền duyên của Phương diện quân Ukraina 1 đã tập trung 56 sư đoàn bộ binh, 6 sư đoàn kỵ binh, 7 quân đoàn xe tăng và cơ giới, 2 cụm pháo binh dã chiến với 24 trung đoàn pháo và súng cối. Đối diện với họ, các Tập đoàn quân xe tăng 1 và 4 (Đức) có 25 sư đoàn, trong đó có 10 sư đoàn xe tăng và cơ giới, 1 trung đoàn và 6 tiểu đoàn xe tăng hạng nặng, 12 trung đoàn pháo tự hành, 2 cụm tác chiến độc lập, 11 trung đoàn pháo binh. Các đơn vị này được các Tập đoàn quân không quân 4 và 8 yểm hộ. Các ước lượng tình báo được báo cáo lên Thống chế Erich von Manstein và Tổng tham mưu trưởng quân đội Đức Quốc xã, tướng Kurt Zeitzler đều cho rằng, hướng tấn công tiếp theo của Quân đội Liên Xô sẽ nhằm vào Lvov - Peremysl. Ngày 4 tháng 3 được chọn là ngày N của Phương diện quân Ukraina 1 và họ chọn điểm đột phá ở nơi quân Đức ít ngờ tới nhất và tiến công theo hướng khác hẳn với phán đoán của cơ quan tình báo quân sự Đức.

### Hướng chủ công của Phương diện quân Ukraina 1

#### Chọc thủng các tuyến phòng ngự vòng ngoài

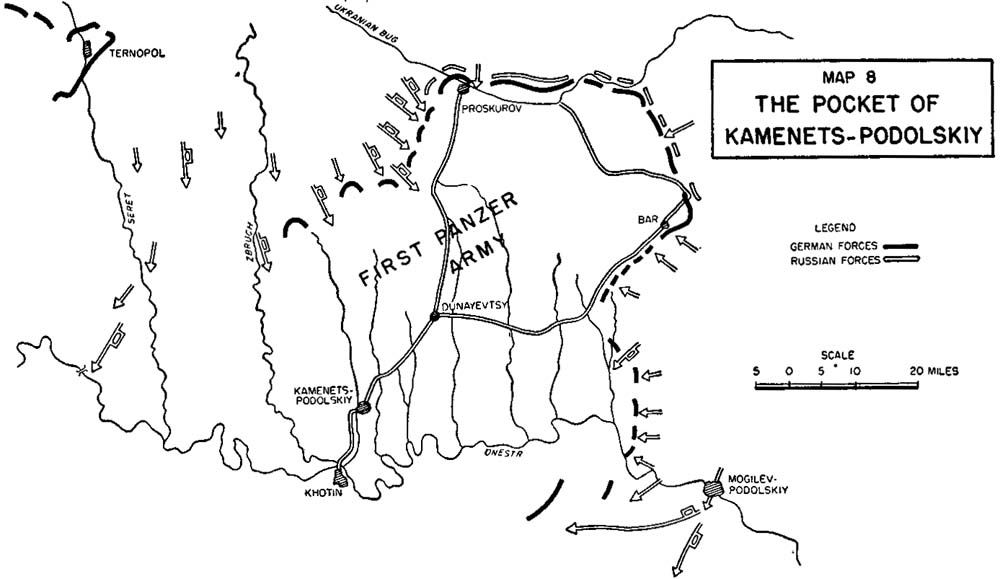
Quân đội Liên Xô tấn công và bao vây Tập đoàn quân xe tăng 1 (Đức)

8 giờ 00 sáng ngày 4 tháng 3, sau 30 phút pháo binh bắn dọn đường, Tập đoàn quân cận vệ 1 và Tập đoàn quân 60 (Liên Xô) phát động tấn công trên hướng Shumskoys - Kremenets và Yampol - Belogorye. Ngay sau khi bộ binh vượt qua được tuyến phòng thủ đầu tiên của quân Đức, các Tập đoàn quân xe tăng 4 và cận vệ 3 lập tức được tung vào đột phá khẩu. Đến cuối ngày 5 tháng 3, đòn tấn công bằng cả hai "quả đấm thép" của hai tập đoàn quân xe tăng Liên Xô đã chọc sâu từ 25 đến 45 km thủng tuyến phòng thủ thứ hai của quân Đức trên một chính diện rộng gần 50 km từ Yampol đến Yzyaslav, phía Nam Shepetovka. Ngày 5 tháng 3, tướng Hans-Valentin Hube điều các sư đoàn xe tăng 6, 19, các sư đoàn bộ binh 96 và 245, trong đó có các tiểu đoàn xe tăng hạng nặng 88 và 203 từ Proskurov kéo lên phản kích. Các sư đoàn xe tăng Đức công kích ác liệt vào nhà ga đầu mối Ostrov. Đến cuối ngày 7 tháng 3, Quân đoàn xe tăng 4 do tướng V. N. Badanov được điều đến cửa đột phá, hợp lực với Tập đoàn quân cận vệ 1 và cánh trái của Tập đoàn quân xe tăng cận vệ 3 đẩy lùi đòn phản kích của các sư đoàn xe tăng Đức, dồn quân Đức về phía Starokonstantinovka. Tập đoàn quân xe tăng cận vệ 3 (Liên Xô) đánh chiếm Ostrov, cắt đứt giao thông đường sắt giữa Proskurov và Tarnopol.
Ở cánh phải của cụm xung kích, ngày 7 tháng 3, Tập đoàn quân xe tăng 4 và Tập đoàn quân 60 đã vượt qua Volochisk, tấn công xuống phía Nam. Các sư đoàn xe tăng 11 và 16, trong đó có các tiểu đoàn xe tăng hạng nặng 616 và 731 cùng sư đoàn bộ binh 208 (Đức) cũng tổ chức phản kích từ Yarmolintsy lên Chernyi (???) nhưng không ngăn được dòng thác xe tăng Liên Xô từ phía Bắc tràn xuống. Sau một ngày kịch chiến tại thị trấn Chernyi, các sư đoàn xe tăng Đức phải rút về Gusyatin. Các sư đoàn xe tăng 6, 19 (Đức) phải rút về Solobkovtsy do không chống lại được đòn tấn công của Tập đoàn quân xe tăng cận vệ 3 (Liên Xô) nhưng vẫn tiếp tục phản kích vào bên sườn Tập đoàn quân xe tăng 4 (Liên Xô) lúc này đã tiến đến gần Gusyatin.
Ngày 8 tháng 3, Tập đoàn quân 38 triển khai Quân đoàn bộ binh 67, được tăng cường Quân đoàn xe tăng 25 tấn công trên khu vực Vinitsa. Cuộc tấn công bị hoãn lại ba ngày vì phải đối phó với đoàn phản kích của Quân đoàn xe tăng 3 (Đức) tại phía Tây Lipovets. Cùng thời điểm, Quân đoàn bộ binh 101 (Tập đoàn quân 38) tổ chức tấn công theo tuyến Starokonstantinov, Nemirovka và Zhmerinka. Ngày 11 tháng 3, Quân đoàn bộ binh 67 đã đánh bật đòn phản kích của sư đoàn xe tăng 1 SS và các lữ đoàn cơ giới 249, 300 (Đức) tại Lipovets và bắt đầu tấn công dọc theo đường cao tốc Fastov - Vinnitsa. Quân đoàn xe tăng 25 đã vượt lên phía trước, đánh chiếm Troshchiev (???), Voronovitsa, Demidovka, vây bọc Vinnitsa từ phía Nam. Quân đoàn bộ binh 67 tiến công liên tục từ Bogdanovka, Lipovets lần lượt đánh chiếm các cứ điểm Vladimirovka, Mervin, Lopatinka. Ngày 14 tháng 3, lợi dụng kẽ hở giữa Tập đoàn quân 38 và Tập đoàn quân 40 (Phương diện quân Ukraina 2), Quân đoàn bộ binh (Đức) sử dụng các sư đoàn bộ binh 75 và 82 tổ chức phản kích vào Ilintsy. Quân đoàn xe tăng 2 được điều động chuyển hướng sang cánh trái, khôi phục tình hình tại Ilintsy. Cuộc công kích đánh chiếm Vinitsa chỉ do một mình Quân đoàn bộ binh 101 thực hiện nên bị chậm trễ vài ngày. Ngày 20 tháng 3, Quân đoàn bộ binh 101 mới vào được Vinitsa. Các trung đoàn pháo tự hành 1890, 1899, 1900 và Lữ đoàn pháo chống tăng 23 được điều động vọt tiến lên phía trước nhanh chóng đánh chiếm cây cầu đường sắt, thọc sâu qua sông Nam Bug, đánh chiếm Zhmerinka ngày 21 tháng 3 và phát triển theo hướng Kopaygorod.
Ở phía Tây, ngày 10 tháng 3, Tập đoàn quân xe tăng 1 (Liên Xô) hành quân đường bộ từ Shepetovka luồn theo sau các tập đoàn quân xe tăng 4 và cận vệ 3 (Liên Xô) đã đến phía Đông Tarnopol 20 km. Nguyên soái G. K. Zhukov giao cho Tập đoàn quân 60 tấn công Tarnopol với sự tăng viện của Quân đoàn xe tăng cận vệ 4. Tập đoàn quân xe tăng 1 tiếp tục tiến xuống Chertkov theo đúng kế hoạch. Ngày 11 tháng 3, một trận kịch chiến giữa Tập đoàn quân xe tăng cận vệ 3 (Liên Xô) và các sư đoàn xe tăng 6, 17, 19 (Đức) đã diễn ra tại phía nam Ostrov, bên kia con đường sắt Proskurov - Tarnopol. Sau các đòn phản kích của quân Đức, Tập đoàn quân xe tăng cận vệ 3 (Liên Xô) phải dừng lại. Trong khi quân đội Đức quốc xã đang lo đối phó với ba cánh quân xe tăng cùng lúc xuất hiện thì Tập đoàn quân 4 (Liên Xô) giáng đòn đột kích quyết định vào Khmelnik và tiếp tục tấn công Proskurov từ phía Đông. Ngày 13 tháng 3, Tập đoàn quân xe tăng 1 (Đức) tiếp tục tung ra 200 xe tăng chặn đánh Tập đoàn quân xe tăng 4 tại khu vực Arkadievtsy, Shpichentsy, Davydkovtsy, buộc Tập đoàn quân xe tăng 4 (Liên Xô) phải quay mũi xuống phía Nam đối phó. Ngày 16 tháng 3, 100 xe tăng Đức được sử dụng cùng với sư đoàn bộ binh 254 chặn đánh Tập đoàn quân xe tăng cận vệ 3 ngay trước cửa ngõ phía Bắc Proskurov. Ngày 18 tháng 3, Tập đoàn quân xe tăng cận vệ 3 được Tập đoàn quân 18 chi viện đã chặn đứng đón phản công của quân Đức ở Ostrov.
Ở cánh cực Bắc, Tập đoàn quân 13 đã triển khai tấn công từ ngày 11 tháng 3. Ngày 13 tháng 3, Quân đoàn kỵ binh cận vệ 1 và Quân đoàn bộ binh 24 đánh chiếm Dubno và đến ngày 16 tháng 3 đã đột nhập vào Beretechko. Quân đoàn kị binh cận vệ 6 phối hợp với Quân đoàn bộ binh 27 đánh chiếm Kremenets và đến ngày 17 tháng 3 đã giải phóng Brody, khép chặt sườn phải của các tập đoàn quân xe tăng Liên Xô đang tấn công xuống phía Nam. Tướng Erhard Raus phải điều động Quân đoàn bộ binh 13 (Đức) vừa được tăng cường Sư đoàn bộ binh 361 từ Đan Mạch đến để chặn cuộc tấn công của Tập đoàn quân 13 tại tuyến Brody - Beretechko.
Các cuộc phản kích liên tục của Tập đoàn quân xe tăng 1 (Đức) đã buộc Phương diện quân Ukraina 1 phải điều chỉnh lại kế hoạch và bố trí lại lực lượng. Từ ngày 20 tháng 3, Tập đoàn quân xe tăng cận vệ 3 được giao nhiệm vụ phối hợp với Tập đoàn quân 18 và Tập đoàn quân cận vệ 1 giải quyết dứt điểm cụm phòng ngự của quân Đức tại Proskurov, Yakmolintsy, Solobkovtsy trước ngày 28 tháng 3. Tập đoàn quân xe tăng 4 tiến công dọc theo nhánh sông Khoryn (chi lưu của sông Dniestr), đến ngày 30 tháng 3 phải giải quyết xong các cụm cứ điểm dọc sông Khoryn, trong đó có các cụm chốt quan trọng như Gusyatin, Balin, Orinin, từ phía Tây đánh chiếm Kamenets Podolsky tiến xuống Khotin. Tập đoàn quân xe tăng 1 tấn công dọc theo Thung lũng sông Zalozh, đến ngày 30 tháng 3 phải vượt qua được các cứ điểm Chertkov, Tolstoye, Borshev, Zaleschyky và đánh chiếm Chernovtsy. Tập đoàn quân 38 đến ngày 30 tháng 3 phải vượt qua Kopaygorod, đánh chiếm Novo Ushitsya và tấn công Kamenets Podolsky từ phía Đông. Tập đoàn quân 60 đến ngày 30 tháng 3 phải đánh chiếm Tarnopol, khép chặt sườn phải của Tập đoàn quân xe tăng 1 và triển khai phòng thủ trên tuyến sông Zalozh. Sau khi điều chỉnh lại lực lượng, ngày 21 tháng 3, Phương diện quân Ukraina 1 tiếp tục tấn công.

#### Đánh chiếm Tarnopol, Proskurov và Kamenets Podolsky

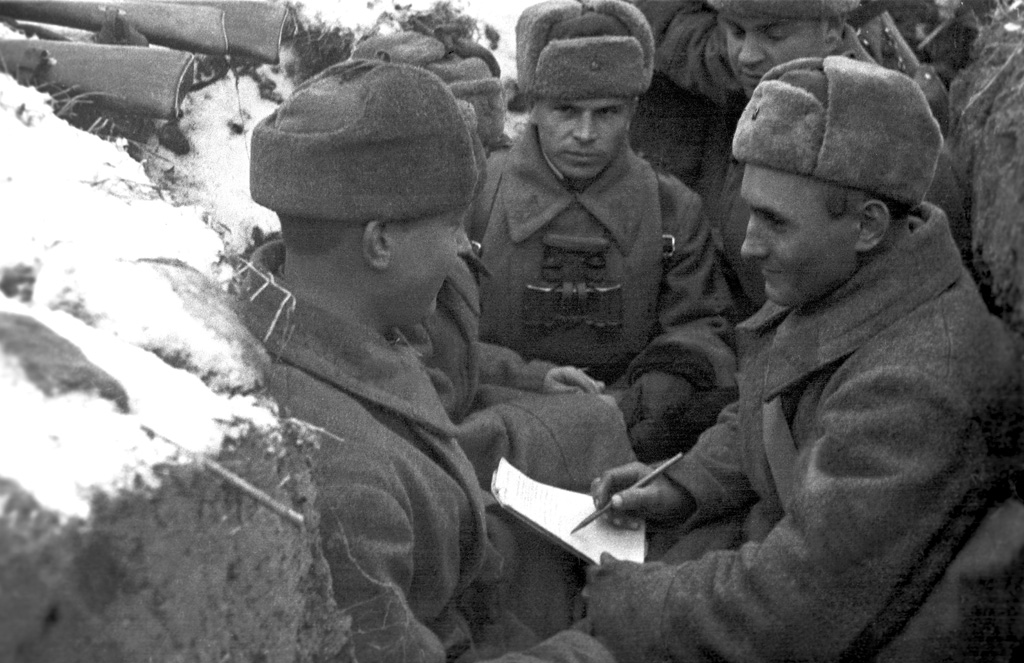
Quân đội Liên Xô hội ý tại chiến hào

Ngày 21 tháng 3, Tập đoàn quân xe tăng cận vệ 3 và Tập đoàn quân 18 đã phối hợp đột kích vào hai bên sườn 3 sư đoàn xe tăng và 1 sư đoàn bộ binh Đức đang phòng thủ phía Bắc Proskorov. Tướng P. A. Rybalko điều Quân đoàn xe tăng cận vệ 7 vòng ra phía Đông Proskurov, đột kích vào sau lưng các sư đoàn xe tăng Đức đang giao chiến với Quân đoàn xe tăng cận vệ 6 tại Ostrov. Quân đoàn cơ giới 9 phối hợp Quân đoàn bộ binh 52 thâm nhập vào Proskurov từ hướng Đông. Bị đột kích bất ngờ từ phía sau lưng, các sư đoàn xe tăng Đức bị đánh bật sang phía Tây Proskurov và rút lui theo đường sắt về Yarmolintsy. Ngày 25 tháng 3, Tập đoàn quân xe tăng cận vệ 3 tiến vào giải phóng Proskurov.
Ngày 23 tháng 3, Tập đoàn quân 60 tràn ngập cứ điểm Romanovka do Sư đoàn bộ binh 340 (Đức) phòng thủ và đột kích vào Tarnopol. Tập đoàn quân xe tăng 1 đánh chiếm ngã ba đường sắt quan trọng Chertkov. Đến 10 giờ ngày 24 tháng 3, Quân đoàn cơ giới cận vệ 8 thuộc tập đoàn quân sau khi vượt qua Tolstoye đã tiếp cận sông Dniestr. Cũng trong ngày 24 tháng 3, Quân đoàn xe tăng cận vệ 11 đã đánh chiếm Borshev và chiều tối ngày 25 tháng 3 đã chiếm giữ cây cầu đường sắt rất quan trọng tại Zaleschiki. Tấn công ở giữa cụm xe tăng xung kích Liên Xô, Tập đoàn quân xe tăng 4 phải đối phó với nhiều đòn phản kích liên tục của Quân đoàn xe tăng 46 (Đức) dọc theo Thung lũng sông Khoryn. Sức kháng cự của quân Đức tăng lên rất mạnh ở khu vực Pyanikorun (???) và Orinin, Tây Bắc Kemnets Podolsky. Vì Tập đoàn quân xe tăng 4 không có bộ binh, G. K. Zhukov phải điều động Sư đoàn bộ binh 148 từ Tập đoàn quân 60 sang hỗ trợ cho Quân đoàn xe tăng cận vệ 10; Quân đoàn bộ binh 28 cũng được điều sang phía Đông phối thuộc cho Tập đoàn quân xe tăng 4. Có bộ binh hỗ trợ nhưng cũng phải đến 16 giờ ngày 23 tháng 3, Quân đoàn xe tăng cận vệ 10 và Quân đoàn cơ giới cận vệ 6 mới nhổ được các cụm chốt Gzhimaliv (???) và Okno. Ngày 24 tháng 3, Tập đoàn quân xe tăng 4 tiếp tục vượt qua các cứ điểm Kopychintsy và Skala. Tốc độ tấn công của tập đoàn quân đã chậm lại so với kế hoạch. 10 giờ ngày 24 tháng 3, tướng D. D. Lelyushenko nhận được mệnh lệnh từ Bộ tư lệnh Phương diện quân Ukraina 1 yêu cầu:
| “               | Tập đoàn quân xe tăng 4 phải đẩy nhanh tốc độ tấn công để đến ngày 25 tháng 3 phải làm chủ Kamenets - Pdolsky. Trong đêm 24 và muộn nhất đến sáng ngày 25 tháng 3 phải đánh chiếm các cây cầu và bến vượt sông tại khu vực Zhvanets - Khotin. Quân đoàn cơ giới cận vệ 6 phải chốt chặn các nút giao thông Chemerontsy (???), Smotrich, Dunaevtsy, Lyantskorun (???). Quân đoàn xe tăng cận vệ 10 khi tấn công phải cảnh giới chặt chẽ hướng Yarmolyntsy, ngăn không cho quân Đức đột phá về hướng Tây Nam. | ” |
| — Konstantinov, | |   |

Ngày 25 tháng 4, Quân đoàn xe tăng cận vệ 10 sau khi đánh bật các đòn phản kích của Sư đoàn xe tăng 1 SS đã đánh chiếm một kho quân sự lớn của Đức tại Skala, thu 40 xe tăng, thiết giáp và 55 khẩu pháo. Ngày 25 tháng 3, Lữ đoàn xe tăng cận vệ 61 (Tập đoàn quân xe tăng 4) và Lữ đoàn cơ giới 20 (Tập đoàn quân xe tăng 1) đã đánh bật trung đoàn trắc vệ Đức khỏi thị trấn Zinkovtsy (???) và vượt sông Dniestr tại Zaleschiki Ustechko (Ustechko).
Đêm 25 tháng 3, Quân đoàn cơ giới cận vệ 6 (Tập đoàn quân xe tăng 4) và Quân đoàn cơ giới 9 (Tập đoàn quân xe tăng cận vệ 3) bắt đầu công kích Kamenets - Podolsky. Theo tin tức ban đầu từ quân báo của Phương diện quân Ukraina 1, quân Đức phòng thủ tại thành phố có khoảng 9.000 người, 85 xe tăng, 62 khẩu pháo và hơn 300 súng máy. Ngày 26 tháng 3, Quân đoàn bộ binh 28 và hai quân đoàn cơ giới Liên Xô đã lần lượt tiêu diệt các cụm chốt của quân Đức trong thành phố. Chiến sự lớn nhất diễn ra tại tòa nhà Tureshky, nơi quân Đức cố ngăn chặn quân đội Liên Xo tiến sang bên kia sông Smotrich và Muktsa, nơi chủ lực Tập đoàn quân xe tăng 1 đang bị các tập đoàn quân 38 và xe tăng cận vệ 3 truy kích từ tuyến Proskurov, Solobkovtsy, Novo Ushitsya đổ dồn về đó. 20 giờ ngày 26 tháng 3, Quân đội Liên Xô hoàn thành việc đánh chiếm Kamenets Podolsky. 21 sư đoàn Đức, trong đó có 10 sư đoàn xe tăng, cơ giới đã bị vây tại phía Đông Bắc Kamenets Podolsky, trên khu vực Dunayevtsy, Minkovtsy, Novo Ushitsa, Lyantskorun.
Bị thiệt hại nặng nề sau các trận đấu xe tăng quyết liệt ở khu vực Ostrov và cửa ngõ Proskurov. Ngày 28 tháng 3, Tập đoàn quân xe tăng cận vệ 3 được rút về Kiev để củng cố lại. Quân đoàn xe tăng 25 được điều đến thay thế vị trí của Tập đoàn quân xe tăng cận vệ 3. Trong khi đó, Kamenets Podolsky đã trở thành một chiếc nút chặn Tập đoàn quân xe tăng 1 (Đức). Tuy nhiên, việc tập trung binh lực của Tập đoàn quân xe tăng 4 đã bị tiêu hao vào cái nút này cùng với việc Đại bản doanh Bộ tổng tư lệnh Liên Xô rút Tập đoàn quân xe tăng cận vệ 3 khỏi mặt trận của đã làm cho tuyến bao vây bên trong của Phương diện quân Ukraina 1 bắt đầu xuất hiện những "đứt gãy" ở khu vực Balin, nơi tiếp giáp giữ Tập đoàn quân xe tăng 4 với Tập đoàn quân cận vệ một trong khi Tập đoàn quân xe tăng 1 đã tiến sâu xuống phía Nam.

#### Đánh chiếm Chernovtsy và hình thành các tuyến bao vây

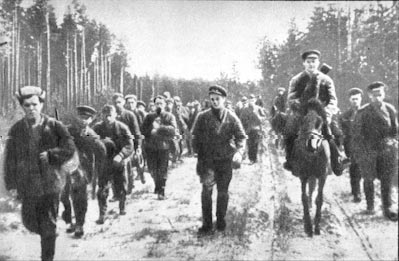
Du kích Liên Xô hoạt động trong hậu phương quân Đức

Sau khi chiếm giữ cây cầu đường sắt còn nguyên vẹn tại Zaletsiky, ngày 25 tháng 3, Quân đoàn xe tăng cận vệ 11 và Quân đoàn cơ giới cận vệ 8 (Tập đoàn quân xe tăng 1) cùng song hành tiến về phía Nam. Ngày 26 tháng 3, Quân đoàn bộ binh 11 phối hợp với Tập đoàn quân cận vệ 1 mở hướng tấn công sang phía Tây, đánh chiếm thị trấn Kolomyia trên thượng nguồn sông Prut. Quân đội Liên Xô đang tiến quân trên con đường mà quân kỵ binh Podolsk của Ukraina khi xưa do Bogdan Khmelnitsky, anh hùng dân tộc Ukraina chỉ huy đã đi qua. Chiều 25 tháng 3, Lữ đoàn cơ giới 20 (Quân đoàn cơ giới cận vệ 8 khi tấn công làng Romanovka đã vấp phải nhiều ổ hỏa lực súng chống tăng và súng máy của quân Đức. Lữ đoàn này phải dừng lại phòng ngự lâm thời, chờ xe tăng đến phối hợp. Không để chậm tốc độ tấn công, 17 giờ cùng ngày, tướng M. E. Katukov tung Lữ đoàn xe tăng 47 còn đủ quân số và trang bị từ lực lượng dự bị đến tiếp ứng. 22 giờ đếm 25 tháng 3, các ổ hỏa lực của quân Đức lần lượt bị dập tắt. Lữ đoàn xe tăng 47 và Lữ đoàn cơ giới 20 đột nhập nhà ga Moshi (???), phía Bắc Chernovtsy.
Sang 26 tháng 3, phát hiện xe tăng Liên Xô xuất hiện ở Moshy, Quân đoàn xe tăng 48 (Đức) tổ chức phản kích. Cả hai sư đoàn xe tăng 2 SS và 8 (Đức) đều đổ dồn về cây cầu Zaleshika chặn đánh Quân đoàn cơ giới cận vệ 8 (Liên Xô) đang vượt qua cây cầu này. Mặc dù chặn được xe tăng Liên Xô dọc con đường sắt Zaleshika- Chernovtsy nhưng Quân đoàn xe tăng 42 (Đức) đã để hở hướng Đông. Tối 25 tháng 3, trinh sát cơ giới của Quân đoàn xe tăng cận vệ 11 (Liên Xô) phát hiện các bãi cạn trên đoạn sông Dniestr gần làng Zastavnyi (Zastavna) và Varenchanky (Verenchanka). Ngay trong đêm, tướng A. L. Ghetman, tư lệnh quân đoàn đã bí mật tổ chức cho xe tăng vượt sông ngay tại các bãi cạn này. Sáng 26 tháng 3, Quân đoàn xe tăng 11 bất ngờ đột kích vào sân bay Chernovtsy, thu 40 máy bay Đức đang chuẩn bị cất cánh nhằm vào các xe tăng Liên Xô đang chiến đấu với 2 sư đoàn xe tăng Đức phía trước cây cầu bắc qua sông Prut. Đòn đột kích bất ngờ của Quân đoàn xe tăng cận vệ 11 (Liên Xô) buộc các tướng Otto Weidinger, tư lệnh Sư đoàn xe tăng 2 SS và Gottfried Frölich, tư lệnh Sư đoàn xe tăng 8 (Đức) phải kéo quân sang phía Tây để tránh bị bao vây tiêu diệt. Ngày 27 tháng 3, tại Kolomyia, các sư đoàn xe tăng này đánh bật những đội trắc vệ mỏng yếu của Quân đoàn bộ binh 11 (Liên Xô) và chạy thoát về Stanislav và bị không quân Liên Xô truy kích trên suốt dọc đường rút lui. Phòng thủ tại Chernovtsy chỉ còn trơ lại Sư đoàn bộ binh 208 (Đức). Ngày 28 tháng 3, 4 lữ đoàn xe tăng, 2 lữ đoàn cơ giới và Sư đoàn bộ binh 24 đã đánh chiếm Chernovitsy, chấm dứt sự có mặt trong 2 năm 9 tháng của quân đội Đức Quốc xã tại thành phố này. Tàn quân của Sư đoàn bộ binh 208 (Đức) tháo chạy về phía Nam, đến Romania. Ngày 29 tháng 3, Quân đoàn bộ binh 11 (Tập đoàn quân xe tăng 1) và Quân đoàn bộ binh 47 (Tập đoàn quân cận vệ 1 còn tiến về phía Tây thêm 60 km và phía Nam thêm hơn 35 km, thiết lập vành đai phòng thủ trên tuyến Tây Kolomyia - Kumy (???) - Krasnoylsk (???). Ngày 29 tháng 3, Moskva bắn 224 loạt đại bác chào mừng Phương diện quân Ukraina 1 đã tiến ra biên giới Liên Xô (1940).
Với việc đánh chiếm Chernovtsy và Kolomyia, Phương diện quân Ukraina 1 đã hoàn thành mục tiêu lập vòng vây bên ngoài xung quanh 21 sư đoàn Đức đang mắc kẹt tại khu vực Đông Bắc Kamenets - Podolsky. Tuy nhiên, vòng vây này còn quá mỏng so với những gì mà Quân đội Liên Xô đã tạo được tại Stalingrad tháng 11-12 năm 1942. Sự suy yếu của Tập đoàn quân xe tăng 1 sau khi đột kích sâu đến gần 200 km tính từ Volochisk cũng như sự suy yếu của Tập đoàn quân xe tăng 4 ở phía trong và việc buộc phải rút Tập đoàn quân xe tăng cận vệ 3 khỏi chiến dịch đã làm cho vòng vây này không được liên tục. Thêm vào đó, sự chậm chạp của cánh phải Phương diện quân Ukraina 2 cũng là một trong những nguyên nhân làm cho tốc độ phát triển chiến dịch bị kéo dài, tạo cơ hội cho quân Đức có thời gian củng cố lại binh lực và phá vây từ hai phía.

### Hướng phụ công của Phương diện quân Ukraina 2
Phương diện quân Ukraina 2 có nhiệm vụ riêng; đó là đánh bại Tập đoàn quân 8 (Đức), tiến ra biên giới Liên Xô - Romania với cự ly chiều sâu nhiệm vụ lớn không kém Phương diện quân Ukraina 1. Mặc dù có binh lực tương đương với Phương diện quân Ukraina 1 nhưng do không có những bàn đạp thuận lợi như ở Phương diện quân Ukraina 1 nên trong quá trình chiến dịch, các tập đoàn quân của Phương diện quân Ukraina 2 phải ba lần vượt qua các con sông Nam Bug, Dniestr và Prut. Hiểu rõ những khó khăn của Phương diện quân khi phát động tấn công ngay sau khi vừa hoàn thành Chiến dịch hợp vây Korsun-Shevchenkovsky nhưng vì lợi ích chung của toàn mặt trận, Đại bản doanh Bộ Tổng tư lệnh tối cao Liên Xô vẫn giao cho I. S. Konev nhiệm vụ phối hợp với Phương diện quân Ukraina 1 hợp vây cánh quân Đức tại Proskurov - Kamenets Podolsky. Để hoàn thành trách nhiệm phối hợp này, Tập đoàn quân 40 và một phần Tập đoàn quân xe tăng 6 được giao nhiệm vụ hiệp đồng với Tập đoàn quân 38 duy trì tốc độ tấn công, che chắn kín đáo các bên sườn và tiến đến thị trấn Khotin trên bờ sông Dniestr đúng thời hạn quy định.
Do các sư đoàn xe tăng 1, 16, 17 và sư đoàn xe tăng 1 SS đã được điều sang phía Tây để đối phó với các Tập đoàn quân xe tăng 3 và 4 (Liên Xô) nên phía trước Phương diện quân Ukraina 2 chỉ còn 20 sư đoàn bộ binh và 4 sư đoàn thiết giáp thuộc Tập đoàn quân 8 (Đức). Khối quân mạnh nhất của Tập đoàn quân 8 (Đức) đóng tại Uman gồm 5 sư đoàn bộ binh và 3 sư đoàn thiết giáp. Mặc dù những đơn vị này đã bị "sứt mẻ" đáng kể tại Korsun-Shevchenkovsky nhưng vẫn còn khả năng phòng ngự cứng rắn sau khi được bổ sung binh lực và phương tiện. Trong kế hoạch tấn công, Tập đoàn quân xe tăng 6 được bố trí ở thê đội 2 và chỉ được đưa vào phát triển tấn công ở giai đoạn 2, khi Phương diện quân đã tiến ra tuyến sông Nam Bug.
Ngày 5 tháng 3, Tập đoàn quân 40 bắt đầu đột kích từ khu vực Rizino vào Khristinovka và điểm cao 244,7. Đến cuối ngày, Tập đoàn quân này đã tạo được một bàn đạp rộng 8 km. Ngày 6 tháng 3, Tập đoàn quân 27 cũng tấn công từ Ryzhanovka về Talnoye và Uman. Đến ngày 7 tháng 3, cả hai tập đoàn quân đều vượt sông Gornyi Tikich và tiến đến tuyến Kishintsy (???), Monastyrysche. Ngày 8 tháng 3, Tập đoàn quân xe tăng được đưa đến dải tấn công của Tập đoàn quân 27 và đẩy nhanh tốc độ đánh chiếm đầu mối đường sắt Khristinovka. Ngày 10 tháng 3, các lữ đoàn cơ giới 9 và 45 (Quân đoàn cơ giới cận vệ 5) đã có mặt ở Gaysin. Từ ngày 12 đến ngày 15 tháng 3, Quân đoàn cơ giới cận vệ 5 hợp lực với Tập đoàn quân 40 vượt sông Nam Bug tại Ladyzhin trong điều kiện Sư đoàn cơ giới "Đại Đức" phản kích quyết liệt, nhiều lần hất bộ binh và xe tăng Liên Xô sang tả ngạn sông Nam Bug. Đến ngày 16 tháng 3, khi Lữ đoàn xe tăng 233 bắt kịp đội hình của Quân đoàn cơ giới cận vệ 5, quân đoàn này mới mở rộng được bàn đạp Ladyzhin và dồn quân Đức về Vapnyarka. Ngày 17 tháng 3, Tập đoàn quân 40 cũng thừa thắng đánh chiếm thị trấn Tulchinsk (Tulchyn). Ngày 19 tháng 3, Tập đoàn quân xe tăng 6 đánh chiếm đầu mối giao thông Mogilev - Podolsky và phải dừng lại vài ngày trước sông Dniestr chờ Tập đoàn quân 27 đuổi theo. Trong khi đó, Tập đoàn quân 40 của tướng F. F. Zhmachenko di chuyển lên phía Bắc và ngày 23 tháng 3 đã mở cuộc vượt sông Dniestr tại Movchan.
Thống chế Erich von Manstein tăng cường phòng thủ trên tuyến sông Dniestr, con sông rộng thứ hai ở Ukraina. Quân đoàn bộ binh 59 của tướng Kurt von der Chevallerie được điều đến tăng viện cho cánh Bắc của Tập đoàn quân 8 (Đức). Các sư đoàn bộ binh 1, 82 và Sư đoàn pháo binh 18 được điều đến khu vực Mogilev Podolsky. Ngày 22 tháng 3, Đại bản doanh Bộ Tổng tư lệnh Liên Xô yêu cầu I. S. Konev điều các tập đoàn quân cánh trái hướng về phía biên giới Romania để khép chặt sườn với Phương diện quân Ukraina 3. Các tập đoàn quân xe tăng cũng tập trung về hướng Yassy - Kishinev. Trên cánh Bắc, chỉ còn lại Tập đoàn quân 40 làm nhiệm vụ phối hợp với Phương diện quân Ukraina 1. Chính diện của Tập đoàn quân này đã mở rộng thêm đến hơn 40 km. Đến ngày 3 tháng 4, Quân đoàn bộ binh 51 của Tập đoàn quân 40 mới tới được Khotin trong khi Quân đoàn cơ giới cận vệ 6 (Tập đoàn quân xe tăng 4) đã chờ họ ở đây từ ngày 30 tháng 3. Việc Tập đoàn quân 40 đến Khotin quá muộn và không đủ biên chế đã làm cho Tập đoàn quân xe tăng 4 phải giữ Quân đoàn cơ giới cận vệ 6 tại đây để bảo đảm mật độ của vòng vây. Điều này đã ảnh hưởng nghiêm trọng đến việc tập trung binh lực của Quân đội Liên Xô để sớm thanh toán 21 sư đoàn Đức bị vây tại phía Đông Kamenets Podolsky.

### Cuộc phá vây của Tập đoàn quân xe tăng 1 (Đức)
Nếu tính theo đơn vị tác chiến cơ bản thì số sư đoàn Đức bị bao vây tại khu vực phía Đông Kamenets - Podolsky mùa xuân 1944 ngang bằng với số sư đoàn Đức bị vây tại Tây Bắc Stalingrad cuối năm 1942 với tổng số 21 sư đoàn. Tuy nhiên, cánh quân Đức bị vây tại Kamenets - Podolsky có cơ cấu mạnh hơn cánh quân của Thống chế Paulus tại Stalingrad. Nó gồm các sư đoàn bộ binh 1, 68, 75, 82, 96, 101, 168, 254, 291, 371, 291; các sư đoàn xe tăng 1, 6, 7, 11, 16, 17, 19, 20; Sư đoàn xe tăng 1 SS "Adolf Hitler" và Sư đoàn pháo binh 18. Cụm quân khổng lồ này được bố trí trên hai hướng. Đối đầu với Tập đoàn quân xe tăng 4 và Tập đoàn quân 38 (Liên Xô) trên hướng Melnitsy Podolsky là các sư đoàn bộ binh 1, 82, 168, 254, 371, 75, 101 và 2 trung đoàn của Sư đoàn pháo binh 18. Phía trước Tập đoàn quân cận vệ 1 và Tập đoàn quân 18 (Liên Xô) trên khu vực Skala Podolsky (???) là các sư đoàn bộ binh 68, 96, 291; các sư đoàn xe tăng 1, 6, 7, 11, 16, 17, 19; Sư đoàn xe tăng 1 SS "Adolf Hitler"; Sư đoàn cơ giới 20 và 2 trung đoàn của Sư đoàn pháo binh 18. So sánh lực lượng trên chiến trường cũng khác với Chiến dịch Cái vòng (1943). Tập đoàn quân xe tăng 4 (Liên Xô) chỉ có sức chiến đấu tương đương với 3 sư đoàn xe tăng Đức. Các tập đoàn quân cận vệ 1, 18 và 38 đều là các tập đoàn quân bộ binh. Lực lượng thiết giáp của các tập đoàn quân này chỉ có 1 lữ đoàn xe tăng và 8 trung đoàn pháo tự hành, trong đó có 2 trung đoàn pháo chống tăng. Trong khi đó, các Sư đoàn xe tăng đang sở hữu 6 tiểu đoàn xe tăng hạng nặng ngoài biên chế 3 trung đoàn xe tăng hạng trung và hạng nhẹ cho mỗi sư đoàn. So sánh binh lực về xe tăng nghiêng về phía Tập đoàn quân xe tăng 1 (Đức) với tỷ lệ 1,8:1. Các tập đoàn quân Liên Xô chỉ chiếm ưu thế về pháo binh với tỷ lệ 4:1 và ưu thế không đáng kể về quân số với tỷ lệ 1,2:1.

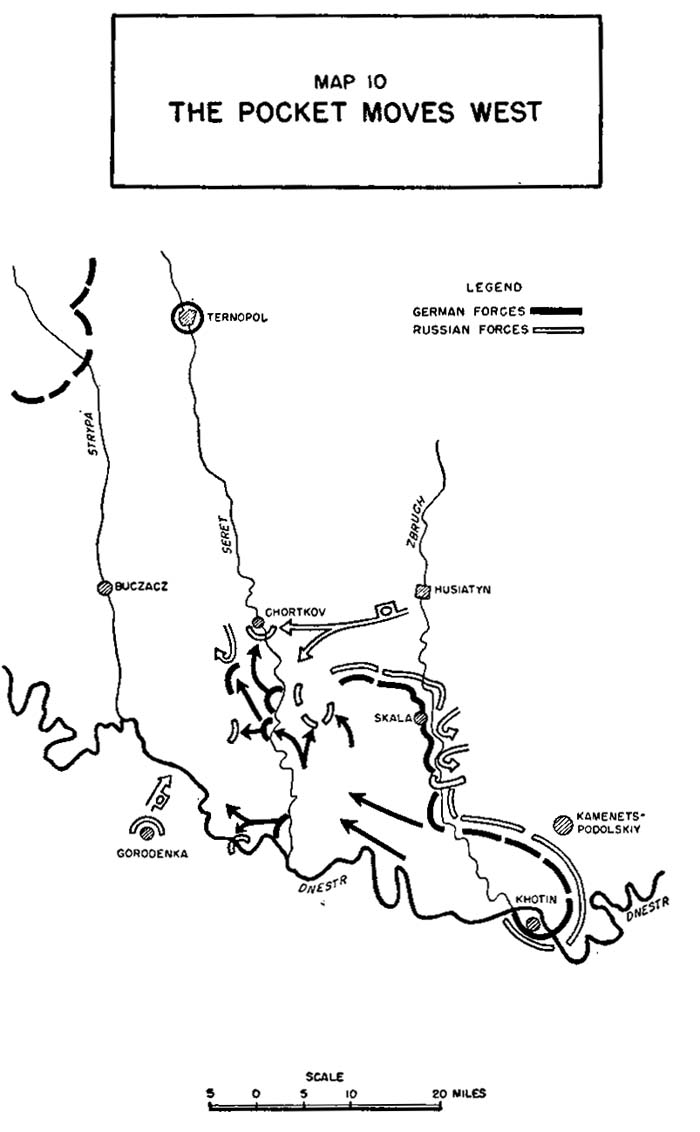
Sơ đồ các đòn đánh chặn của quân đội Liên Xô

Như thường lệ, ngày 2 tháng 4, Bộ tư lệnh Phương diện quân Ukraina 1 đã dùng máy bay thả những bản sao của cùng một tối hậu thư chiêu hàng đến các sư đoàn Đức trong vòng vây:
| “                                    | Tàn quân của các ông đã hoàn toàn bị bao vây. Các đường rút lui về phía Tây và phía Nam của các ông đã bị quân đội chúng tôi cắt đứt. Để tránh đổ máu vô ích, các ông cần đáp ứng những điều kiện sau đây: 1- Các chỉ huy các sư đoàn Đức bị bao vây lập tức hạ lệnh cho sĩ quan và binh sĩ chấm dứt giao chiến. 2-Các đơn vị Đức phải đầu hàng và giao nộp nguyên trạng vũ khí, trang bị. 3-Những người ra hàng sẽ được bảo đảm an toàn tính mạng, được giữ lại đồng phục, cấp hiệu, huân huy chương và tài sản cá nhân và được cung cấp lương thực, thực phẩm. 4- Những người bị thương sẽ được chăm sóc y tế ngay lập tức. Các sĩ quan cao cấp được giữ lại vũ khí cá nhân là quà tặng và đồ trang sức cá nhân có giá trị. Các ông cần phúc đáp thu này trước 10 giờ ngày 4 tháng 4 năm 1944 qua các phái viên không mang vũ khí và cầm theo cờ trắng đến trước trận địa của quân đội Liên Xô | ” |
| — Nguyên soái Liên Xô Georgy Zhukov, | |   |

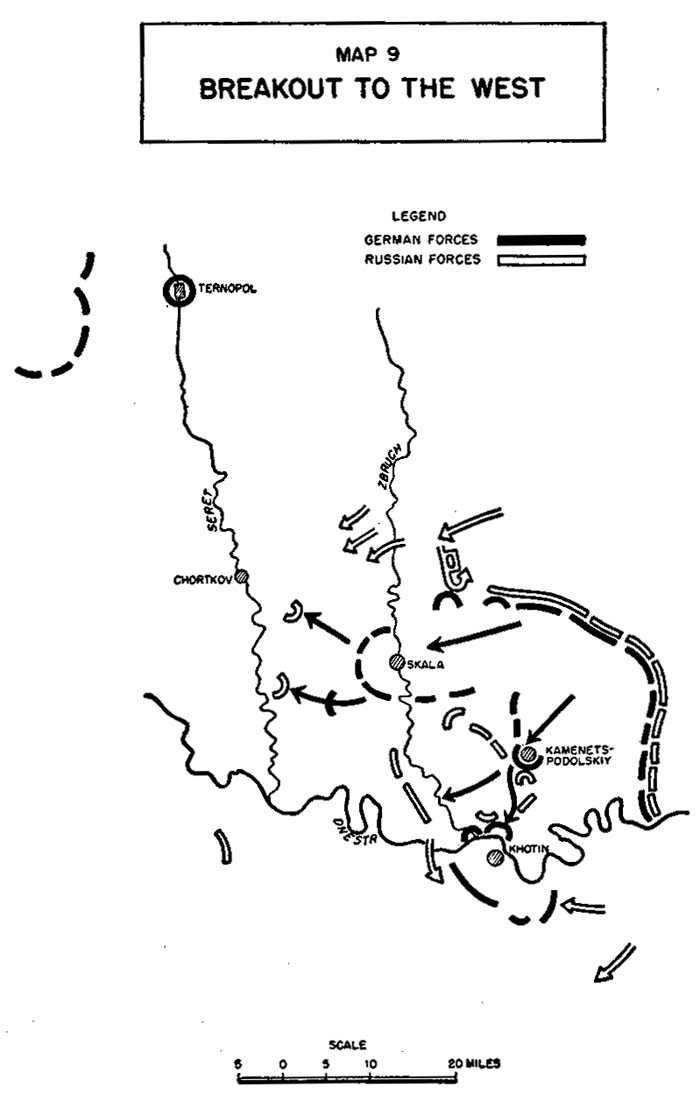
Sơ đồ cuộc phá vây của quân Đức

Tuy nhiên, các chỉ huy Tập đoàn quân xe tăng 1 Đức không có ý định đầu hàng và họ cũng không chấp hành lệnh cấm rút quân của Hitler. Họ chọn giải pháp tự giải thoát cho mình. Trong một hình bán nguyệt có chu vi đến 150 km phía Bắc sông Dniestr, thượng tướng xe tăng Đức Hans-Valentin Hube nắm trong tay một đạo quân hơn 150.000 người, còn giữ lại được hơn 300 xe tăng, gần 100 pháo tự hành nhưng lại gần như không còn pháo binh. Nhiều tiểu đoàn pháo binh của Sư đoàn pháo 18 đã phải chiến đấu như bộ binh. Hans-Valentin Hube trông chờ vào không quân Đức sẽ bù đắp những thiếu hụt này.
Ngay từ ngày 27 tháng 3, cánh quân phía Nam gồm các sư đoàn bộ binh 1, 68, 75, 82, 96, Sư đoàn xe tăng 17 và Sư đoàn sơn chiến 101 đã thử mở một cuộc đột kích vượt sông Dniestr để qua Khotin rút về hướng biên giới Romania nhưng không thành công. Tập đoàn quân xe tăng 4 và các trung đoàn pháo tự hành 1890, 1899, 1900 (Tập đoàn quân 38) đã có mặt ở bờ Bắc sông Dniestr để cản phá. Ngày 28 tháng 3, quân Đức lùi về Novo Ukraina (???), bỏ lại chiến trường hơn 300 xác lính, 40 xe tăng, 12 pháo tự hành, gần 400 súng máy, hơn 300 ô tô các loại. Tập đoàn quân xe tăng 4 (Liên Xô) bắt 140 tù binh Đức.
Đòn phá vây của Quân đoàn bộ binh 59 (Đức) về hướng Khotin càng làm cho Bộ tư lệnh Phương diện quân Ukraina 1 tin tưởng vào các báo cáo của quân báo mặt trận rằng Tập đoàn quân xe tăng 1 (Đức) sẽ phá vây về hướng Tây Nam. Nhưng tướng Hans-Valentin Hube đã có một giải pháp khác. Ông ta chọn con đường ngắn nhất: rút về phía Tây. Chọn hướng rút lui này, quân Đức phải vượt qua các con sông Zbruch, Seret, Khoryn và Koropets cũng như các chốt chặn của hai Tập đoàn quân Liên Xô bố trí tại Orinin, Balin, Borshev, Tolstoye, Chertkov nhưng lại là hướng gây bất ngờ cho Bộ tư lệnh Phương diện quân Ukraina 1. Một phương án khác cũng được tướng Wend von Wietersheim đề xuất, đó là chia quân làm nhiều cụm và đồng thời đột phá về các hướng Tây, Tây Bắc, Tây Nam để tăng cơ hội thoát vây. Tướng Kurt von der Chevallerie vẫn kiên trì ý kiến rút theo hướng Tây Nam. Tướng Hans-Valentin Hube để ngỏ phương án này, coi nó như một giải pháp dự bị khi hướng rút lui phía Tây thất bại. Ngày 29 tháng 3, Thống chế Erich von Manstein điện cho tướng Hans-Valentin Hube yêu cầu quyết định sớm vì Cụm tập đoàn quân Nam không còn khả năng tiếp tế một khối lượng hậu cần khổng lồ cho số quân bị vây mà chỉ có thể dùng các đòn đột kích từ bên ngoài hỗ trợ cho các sư đoàn Đức thoát vây. Tướng Hans-Valentin Hube trả lời theo phương án rút về phía Tây và chấp nhận mạo hiểm. Theo kế hoạch, quân Đức chỉ để lại Sư đoàn xe tăng 20 và Sư đoàn bộ binh 371 làm nhiệm vụ cản hậu; các sư đoàn xe tăng, cơ giới đều được điều sang hướng Lyantskorun (???), tạo thành một "lá mộc thép" di động, che chắc phía trước và hai bên sườn cho các sư đoàn bộ binh rút theo sau.
Ngày 31 tháng 3, quân Đức bên ngoài vòng vây bắt đầu hành động. Sư đoàn xe tăng 2 SS Das Reish từ Maryampol (???) công kích vào Lữ đoàn xe tăng 93 (Liên Xô) tại Buchak (Buchach). Sư đoàn xe tăng 8 (Đức) phá vỡ các vị trí phòng thủ của Lữ đoàn xe tăng 91 tại làng Losyach. Ở phía Bắc, Quân đoàn bộ binh 13 (Đức) sử dụng Sư đoàn xe tăng 7 và các sư đoàn bộ binh 213, 340 mở cuộc tấn công vào Tarnopol. Ngày 1 tháng 4, Quân đoàn bộ binh cận vệ 18 của Tập đoàn quân cận vệ 1 phản kích vào các sư đoàn xe tăng 8 và 2 SS (Đức) tại Buchach nhưng không thành công. Ngày 3 tháng 4, quân đoàn này bị thiệt hại nặng và phải rút xuống phía Nam, đến vị trí phòng ngự của Tập đoàn quân 38. Tại Tarnopol, Tập đoàn quân 60 phản đột kích vào Podgaisty cũng bị Sư đoàn xe tăng 5 SS "Khonstaufen" và Sư đoàn cơ giới 381 (Đức) chặn đứng và bị đánh bật về Tarnopol.
Bên trong vòng vây, ngày 1 tháng 4, các sư đoàn xe tăng 6, 7, 11 và Sư đoàn xe tăng 1 SS "Adolf Hitler" bắt đầu đột kích vượt sông Zbruch. Các sư đoàn xe tăng 1, 16, 17 và 19 hình thành các nhóm trắc vệ yểm hộ hai bên sườn. Đi ở giữa là các sư đoàn bộ binh Đức. Tập đoàn quân 18 hoàn toàn bị bất ngờ trước đòn đột kích của quân Đức và đã để tuyến phòng ngự của họ ở Balin bị vỡ. Lữ đoàn xe tăng 93 (Liên Xô) phải từ tuyến ngoài quay vào phía trong hỗ trợ cho Lữ đoàn cơ giới cận vệ 29 chặn kích nhưng không thể ngăn được "khối thép" gồm 4 sư đoàn xe tăng Đức đang đánh nống từ trong ra. Một trận kịch chiến xe tăng đã xảy ra chiều ngày 1 tháng 4 tại Balin. Hai lữ đoàn cơ giới Liên Xô chỉ có thể giữ được quân Đức đến hết đêm 1 tháng 4. Cả hai bên đều tổn thất nặng về xe tăng. Ngày 2 tháng 4, các sư đoàn xe tăng Đức đã có mặt ở Borshev bên kia sông Khoryn. Thay vì thực hiện các đòn chia cắt vào cụm quân của Tập đoàn quân xe tăng 1 (Đức), Tập đoàn quân xe tăng 4 và Tập đoàn quân 38 (Liên Xô) phải mở cuộc truy kích lên phía Bắc. Từ ngày 2 đến ngày 7 tháng 4, 89 xe tăng và 15 pháo tự hành còn lại của Quân đoàn xe tăng cận vệ 10 đã giao chiến với 3 sư đoàn xe tăng Đức trong các trận đánh đẫm máu tại khu vực Orinin - Zherdyev (Zherdya). Các xe tăng Đức bị bắn hỏng, bắn cháy cũng được sử dụng như các vật cản để ngăn cuộc truy kích của Tập đoàn quân xe tăng 4 (Liên Xô). Các sư đoàn bộ binh và các tướng lĩnh chỉ huy Đức được che chắn bằng các sư đoàn xe tăng đã tháo chạy qua các rào cản xe tăng Liên Xô đổ dồn về Chertkov.
Bộ tư lệnh Phương diện quân Ukraina 1 nhận được báo cáo về cuộc phá vây của quân Đức khá muộn, vào chiều ngày 1 tháng 4 và họ hoàn toàn bất ngờ trước quy mô của đòn đột kích phá vây cũng như hướng phá vây của Tập đoàn quân xe tăng 1 (Đức). Nguyên soái G. K. Zhukov điện hỏi tướng P. S. Rybalko xem liệu ông có thể cho một quân đoàn xe tăng quay lại chiến trường nhưng không kịp, Tập đoàn quân xe tăng 3 đã về đến Kiev. Ngày 2 tháng 4, Tập đoàn quân xe tăng 1 (Liên Xô) lập tức được lệnh điều động Quân đoàn xe tăng 11 quay về phía Bắc. Dự kiến phải đến ngày 4 tháng 4, Quân đoàn này mới có thể tiếp cận vị trí bị đột phá. Trong khi đó, Tập đoàn quân cận vệ 1 (Liên Xô) đã để mất cây cầu đường sắt qua sông Koropets ở Chertkov và quân Đức lũ lượt kéo qua cây cầu này. Quân đội Liên Xô chỉ còn cách sử dụng không quân và pháo binh dựng màn đạn bắn chặn đường rút lui của quân Đức. Một sĩ quan tham mưu của Sư đoàn xe tăng 16 (Đức) bị bắt làm tù binh cho biết, họ được lệnh vứt lại tất cả mọi vũ khí hạng nặng để dùng xe cơ giới hạng nhẹ có bánh xích chạy thoát cho nhanh. Ngày 4 tháng 4, Lữ đoàn xe tăng cận vệ 44 đến khu vực Chertkov nhưng không đủ sức giành lại cây cầu đường sắt. Chỉ huy lữ đoàn, đại tá G. A. Gasparyan phải chuyển sang đánh phá các bến vượt sông của bộ binh Đức tại Biala Kernitsy (???) và Lenchuvky (???). Ngày 5 tháng 4, Lữ đoàn xe tăng 45 (Quân đoàn xe tăng cận vệ 11) cũng tới nơi nhưng đã muộn. Phần lớn số quân Đức thoát vây đã sang bên kia sông Koropets và đánh vào sau lưng Tập đoàn quân cận vệ 1 (Liên Xô). Sư đoàn bộ binh 359 của Quân đoàn bộ binh 107 (Liên Xô) có nguy cơ bị bao vây do chịu các đòn công kích của quân Đức cả từ hướng Buchak và từ hướng Chertkov. Lữ đoàn xe tăng 45 cùng với Lữ đoàn xe tăng cận vệ 13 (Quân đoàn xe tăng cận vệ 4) đã kịp thời giải vây cho Sư đoàn bộ binh 359.
Từ ngày 6 đến ngày 15 tháng 2, các trận đánh chặn đẫm máu tiếp tục diễn ra trên những con đường mòn từ Chertkov đi Buchach. Chiến sự diễn ra khắp khu vực Bilchye (???), Gypsiets, Losyach (???), Davidkovtsy (???) và Ezerzhany (???). Đây là nhóm quân Đức lớn nhất trong các nhóm quân của Tập đoàn quân xe tăng 1 đang tháo chạy về phía Tây. Nó gồm hơn 30.000 người, gần 200 xe tăng, hơn 4.000 ô tô các loại nhưng không còn pháo binh. Các lữ đoàn xe tăng 44, 45 (Tập đoàn quân xe tăng 1), các lữ đoàn cơ giới cận vệ 16, 17, 29 (Tập đoàn quân xe tăng 4) liên tục tập kích vào bên sườn các sư đoàn xe tăng Đức đang yểm hộ cho bộ binh rút lui. Tuy nhiên, bản năng sống đã thôi thúc các sĩ quan và binh lính Đức chống trả kịch liệt. Các lữ đoàn xe tăng, cơ giới Liên Xô không thể chia cắt được khối quân Đức đang ùn ùn rút lui. Dòng thác ô tô, xe máy đủ loại của quân Đức liên tục đổ về phía Tây, bất chấp pháo binh Liên Xô trút hỏa lực bắn chặn trên dọc đường rút lui. Ngày 15 tháng 2, tàn quân của Tập đoàn quân xe tăng 1 (Đức) về đến Maryampol và Stanislav (Stanislavka) với không quá 50% quân số các sư đoàn còn sống sót, kể cả những người bị thương. Tổn thất vật chất gồm 357 xe tăng, 42 pháo tự hành và 280 khẩu pháo.
Ngày 17 tháng 2, Đại bản doanh Bộ Tổng tư lệnh quân đội Liên Xô lệnh cho Phương diện quân Ukraina 1 chuyển trạng thái sang phòng ngự tích cực.

## Kết quả, đánh giá và ảnh hưởng

### Kết quả
Sau chiến dịch Proskurov–Chernovtsy, quân đội Liên Xô đã tiến sâu 80-350 cây số, giải phóng một vùng lãnh thổ rộng lớn ở hữu ngạn sông Dniepr và tiếp cận đến dãy núi Carpath, cắt đứt đường liên lạc giữa các tuyến quân Đức và xé cụm Tập đoàn quân Nam thành hai nửa. Đồng thời, Hồng quân cũng giáng cho các Tập đoàn quân thiết giáp số 1 và số 4 của Đức những thiệt hại nặng nề, 21 sư đoàn Đức mất hơn 50% quân số và thiết bị. Các sư đoàn còn lại đều thiệt hại lớn về người và vũ khí. Theo các số liệu của Sovinform Liên Xô (nay là Thông tấn xã RIA Novosti), quân Đức bị loại khỏi vòng chiến 183.310 người, trong đó có 24.950 người bị bắt làm tù binh. Theo tổng kết của tướng K. S. Moskalenko, tập đoàn quân của ông đã diệt và bắt 32.000 sĩ quan, binh lính Đức, tịch thu trên chiến trường 272 xe tăng, 2.177 khẩu pháo, 1.365 súng cối, 31.468 ô tô các loại và 61 máy bay. Theo tướng D. D. Lelyushenko tổng kết, chỉ tính khu vực tác chiến của Tập đoàn quân xe tăng 4 (Liên Xô) đã có 460 xe tăng và xe bọc thép Đức bị phá hủy (trong đó có 72 xe tăng Tiger I), 386 pháo và súng cối bị tịch thu. Quân đội Liên Xô còn phá hủy và tịch thu 9.500 ô tô, 250 mô tô, 60 máy kéo, hơn 60 kho nhiên liệu, đạn dược và thực phẩm; 152 máy bay Đức bị bắn rơi, 60 chiếc khác bị tịch thu; hơn 20.000 quân Đức chết trận, 14.000 người khác bị bắt làm tù binh. Trong số các sư đoàn Đức bị tổn thất, Sư đoàn cơ giới 20 và Sư đoàn bộ binh 371 bị tiêu diệt và tan rã hoàn toàn. Tướng Hermann Niehoff, chỉ huy Sư đoàn bộ binh 371 bị tử trận ngày 15 tháng 3.
Theo các báo cáo còn lưu trữ được của Bộ tham mưu các tập đoàn quân xe tăng 1 và 4 Đức (Pz AOK 1 và Pz AOK 4), tổng số thiệt hại của cả hai tập đoàn quân từ tháng 3 đến trung tuần tháng 4 năm 1944 gồm 14.329 người chết và mất tích, 31.319 người bị thương. Trong đó, 8.702 người chết và mất tích, 18.032 người bị thương thuộc Tập đoàn quân xe tăng 1; 5.627 người chết và mất tích, 13.297 người bị thương thuộc Tập đoàn quân xe tăng 4. Đáng chú ý là các số liệu thương vong của Tập đoàn quân xe tăng 1 từ ngày 10 tháng 3 đến ngày 10 tháng 4 năm 1944 đều do Bộ Tổng tham mưu quân đội Đức Quốc xã (OKW) tạm tính. Riêng Tập đoàn quân xe tăng 1 (Đức) không có báo cáo thương vong từ tháng 3 đến tháng 4 năm 1944.
Quân đội Liên Xô cũng chịu những tổn thất không nhỏ. Tập đoàn quân xe tăng cận vệ 3 chỉ còn lại hơn 50 xe tăng và phải rút khỏi cuộc chiến, đưa về lực lượng dự bị để củng cố lại. Tập đoàn quân xe tăng 4 cũng suy yếu nặng, chỉ còn lại hơn 90 xe tăng, không thể hoàn thành được nhiệm vụ chủ công trong việc chia cắt và tiêu diệt cụm quân Đức bị vây. Quân đội Liên Xô cũng không thể ngăn chặn gần 40.000 quân Đức thoát khỏi vòng vây. Một Stalingrad mới đã không được lặp lại.
Quân đội Liên Xô đã tiến sâu từ 80 đến 350 km về phía Tây, giải phóng một phần lãnh thổ Ukraina rộng gần 42 nghìn km vuông, với ba trung tâm quan trọng của khu vực là Novo Ukraina - Vinnitsa, Kamenetz-Podolsk, Chernovtsy và 57 thị xã, thị trấn khác.

### Đánh giá

#### Quân đội Liên Xô
Điểm mạnh
Thành công lớn nhất của Bộ tư lệnh Phương diện quân Ukraina 1 là việc họ chọn hướng tấn công chính tương đối bất ngờ và thuận lợi cho các cuộc đột kích bằng xe tăng nhưng lại phù hợp với một yếu tố ảnh hưởng lớn đến tác chiến, đó là địa hình. Nếu tấn công theo hướng cũ từ Đông sang Tây như các chiến dịch trước đó, tốc độ tấn công bị giảm đi rất nhiều không chỉ do đối phương phòng ngự cứng rắn mà còn do sự ngăn cách của chướng ngại sông nước. Bất kỳ bên nào trong chiến tranh thông thường cũng dựa vào chướng ngại sông nước để tăng hiệu quả phòng ngự. Kinh nghiệm các chiến dịch vượt sông Dniepr năm 1943 và các chiến dịch tấn công vượt sông khác cho thấy các cuộc tấn công vượt sông thường gây ra những tổn thất lớn về người và vũ khí, trang bị; việc chuẩn bị vượt sông cho xe tăng, cơ giới và pháo binh hạng nặng đòi hỏi thời gian và phương tiện đặc chủng, tốc độ tấn công bị giảm xuống rất nhiều. Vì vậy, tấn công theo các "cửa ngõ tự nhiên" dọc các Thung lũng sông ngòi tạo ra lợi thế cho các phương tiện cơ giới.
Trong chiến dịch Proskurov–Chernovtsy, Bộ tư lệnh Phương diện quân Ukraina 1 đã chọn hướng đột kích chính từ Bắc xuống Nam, dọc theo các con sông Zalozh, Khoryn, Zbruch và năm con sông nhỏ khác chảy dọc từ cao nguyên Khmelnik đổ vào sông Dniestr theo hướng Bắc - Nam. Hướng tấn công dọc theo Thung lũng các con sông kể trên của ba tập đoàn quân xe tăng 1, 4 và cận vệ 3 (Liên Xô) trong chiến dịch này đã gần như loại bỏ được chướng ngại sông nước, một thứ rào cản hữu hiệu đối với xe tăng, cơ giới. Các đòn tấn công này cũng loại bỏ được những hàng rào phòng ngự mà quân Đức thiết lập dọc theo các con sông. Các quân đoàn xe tăng Liên Xô có thể nhanh chóng tiếp cận hậu tuyến của Tập đoàn quân xe tăng 1 (Đức) phá hủy các căn cứ hậu cần, làm rối loạn đội hình và kế hoạch tác chiến của đối phương, giành thế chủ động ngay trong giai đoạn đột phá đầu tiên.
Trong chiến dịch này, Quân đội Liên Xô đã tập trung cả ba Tập đoàn quân xe tăng và hai Tập đoàn quân bộ binh vào cùng một hướng tấn công thuận lợi nhất, đột phá trên một địa đoạn hẹp và sau đó tỏa ra tấn công theo hình rẻ quạt. Các tập đoàn quân bộ binh đã yểm hộ tương đối tốt các bên sườn cho các Tập đoàn quân xe tăng đột kích sâu trong giai đoạn đầu của chiến dịch. Sức đột phá của đội quân xe tăng lên đến hơn 1.000 chiếc đã tạo ra những "lỗ thủng" lớn không thể "vá" lại trên phòng tuyến của Tập đoàn quân xe tăng 1 (Đức). Trong giai đoạn đầu và giai đoạn 2 của chiến dịch, chỉ một đòn đột kích sâu của các Tập đoàn quân xe tăng 1 và 4 (Liên Xô) đã hoàn toàn bỏ lại sau lưng những sư đoàn xe tăng Đức đang phòng thủ trên tuyến đầu, buộc các sư đoàn này phải xoay chính diện về phía Nam và bị các Tập đoàn quân bộ binh Liên Xô đột kích từ sau lưng. Đòn đột kích đó cũng tạo ra tuyến chia cắt sâu và rộng giữa hai Tập đoàn quân xe tăng lớn của Đức trên cánh Bắc Cụm tập đoàn quân Nam, đẩy hai tập đoàn quân này vào thế bị động đối phó trên nhiều hướng cùng một lúc. Do đó, quân Đức bị phân tán lực lượng, không còn đủ sức tập trung binh lực để mở các trận phản kích lớn, giành lại các vị trí đã mất.
Việc giữ bí mật hướng tấn công chính cũng là một trong các yếu tố quan trọng tạo nên thành công của quân đội Liên Xô trong giai đoạn thực hành chiến thuật đột phá và bao vây. Tập đoàn quân xe tăng 1 vốn đang hoạt động ở Pogrebishensky, phía trước Vinitsa được bí mật điều động đến Shepetovka là bất ngờ thứ nhất đối với Tập đoàn quân xe tăng 1 (Đức). Điều bất ngờ thứ hai là Tập đoàn quân này được sử dụng làm thê đội 2 để phát triển đột kích sâu ở giai đoạn 2 của chiến dịch đã tạo hiệu quả rất lớn. Tướng Hans-Valentin Hube hoàn toàn không thể ngờ rằng xe tăng Liên Xô từ phía Bắc có thể đột kích sâu đến Chernovtsy. Trong khi theo tư duy quân sự thông thường, các tập đoàn quân xe tăng của Phương diện quân Ukraina 2 sẽ làm việc đó bởi Chernovtsy nằm trong chiều sâu nhiệm vụ của họ trên chính diện được phân công.
Điểm yếu
Nếu như trong Chiến dịch Stalingrad, không có đơn vị nào của quân Đức thoát vây bằng đường bộ hay ở Chiến dịch hợp vây Korsun-Shevchenkovsky chỉ có không quá 10% quân Đức thoát vây bằng đường bộ thì ở chiến dịch Proskurov–Chernovtsy, ít nhất 1/3 quân Đức trong vòng vây đã chạy thoát. Đó không chỉ là một vài đơn vị nhỏ lẻ mà có đến gần chục trung đoàn, bao gồm cả một số lượng đáng kể xe tăng, cơ giới. Đây là điều rất khó chấp nhận đối với I. V. Stalin.
Đối với Quân đội Liên Xô, chiến dịch Proskurov–Chernovtsy được giới nghiên cứu lịch sử Nga coi là thành công nhưng không thực sự toàn vẹn. Ngay từ khâu vạch kế hoạch, đã có sự không ăn khớp giữa Bộ Tổng tham mưu với Bộ tư lệnh Phương diện quân Ukraina 1 và Bộ tư lệnh Phương diện quân Ukraina 2. Trong khi đòn vu hồi sâu của ba tập đoàn quân xe tăng 1, 4, và cận vệ 3 cần có sự phối hợp ở phía Nam từ Phương diện quân Ukraina 2 nhưng trong kế hoạch Chiến dịch tấn công Uman–Botoşani, Bộ Tổng tham mưu đã không coi trọng đúng mức hướng phụ công do cánh phải của Phương diện quân Ukraina 2 thực hiện mặc dù hai chiến dịch này gần như diễn ra đồng thời. Hướng tấn công chính của Phương diện quân Ukraina 2 được Bộ Tổng tư lệnh tối cao Liên Xô chỉ định gồm hai tuyến chính: từ Ladyzhin, Gayvoron, Novo-Ukrainka đến Mogilev-Podolsky-Yagorlyk ở giai đoạn 1 và tuyến sông Prut ở giai đoạn 2, không hề có nhiệm vụ nào đề cập đến các mục tiêu Kopaygorod và Khotin, những địa điểm có ảnh hưởng trực tiếp đến việc phối hợp bao vây cụm quân Đức ở Kamenets - Podolsky. Trong quá trình triển khai chiến dịch, Tập đoàn quân 40 bên cánh cực hữu của Phương diện quân đã phải san sẻ bớt hỏa lực của mình gồm 300 khẩu pháo để hỗ trợ cho Tập đoàn quân 27 đột phá sâu, trong khi Tập đoàn quân 40 có vai trò phối hợp không nhỏ đối với việc hợp vây Tập đoàn quân xe tăng 1 (Đức) ở Kamenets - Podolsky.
Không những thế, Phương diện quân Ukraina 2 còn được giao thêm nhiệm vụ sử dụng cánh trái, gồm các tập đoàn quân cận vệ 5, cận vệ 7 hỗ trợ cho Tập đoàn quân 57 (Phương diện quân Ukraina 3) thực hiện chiến dịch hợp vây Tập đoàn quân 6 (Đức) tại khu vực Bereznegovatoye-Snigirevka. Nhiệm vụ này đã "hút" các tập đoàn quân của Phương diện quân Ukraina 2 lệch dần về phía Nam trong quá trình tấn công để không làm rộng giãn cách giữa các tập đoàn quân và các quân đoàn. Kết quả là giãn cách giữa Phương diện quân Ukraina 1 và Phương diện quân Ukraina 2 trở nên quá rộng, buộc Tập đoàn quân xe tăng 1 của Phương diện quân Ukraina 1 phải tiến sâu hơn về phía Nam và kéo căng đến tận Seret trên tuyến sông Prut trong khi họ có thể dừng lại ở tuyến Chernovtsy - Kolomyia, đủ để đảm bảo mật độ tuyến bao vây bên ngoài và thu hẹp chính diện cho Tập đoàn quân cận vệ 1. Đến gần cuối giai đoạn hai của chiến dịch Uman–Botoşani, Tập đoàn quân cận vệ 7 mới được rút ra khỏi hướng Pervomaisk - Dubotsary để "chêm" vào giãn cách giữa Tập đoàn quân 40 và Tập đoàn quân 27 thì Tập đoàn quân xe tăng 1 (Đức) đã lợi dụng tuyến bao vây mỏng yếu của Tập đoàn quân cận vệ 1 để phá vây.
Sai lầm trong đánh giá tin tức tình báo của G. K. Zhukov và Bộ tư lệnh Phương diện quân Ukraina 1 về hướng phá vây của Tập đoàn quân xe tăng 1 (Đức) đã dẫn đến việc tập trung lực lượng của các tập đoàn quân xe tăng 1 và 4 (Liên Xô) quá sâu về phía Tây Nam khu vực Kamenets - Podolsky, khiến cho tuyến bao vây cả bên trong và bên ngoài ở hướng Tây, nơi tiếp giáp gần nhất giữa Tập đoàn quân xe tăng 1 với Tập đoàn quân xe tăng 4 (Đức) còn đang sung sức trở nên mỏng yếu. Đến khi phát hiện quân Đức phá vây về hướng này, Bộ tư lệnh Phương diện quân mới điều động Tập đoàn quân xe tăng 1 quay lại phía Bắc thì thời gian đã trôi qua mất ba ngày quý giá. Các lữ đoàn xe tăng phái đi trước của Quân đoàn xe tăng cận vệ 11 không đủ sức ngăn cản cuộc đột phá qua vòng vây của 4 sư đoàn xe tăng Đức. Trong khi đó, các tập đoàn quân 18 và 38 vẫn giữ nguyên chiến thuật đánh kiềm chế như cũ, không kịp thời tung các quân đoàn chủ lực để cùng với Tập đoàn quân xe tăng 4 truy kích vào sau lưng cánh quân Đức đang rút lui.
Điểm yếu cuối cùng của Quân đội Liên Xô vẫn là vấn đề hậu cần. Trên các báo cáo thì việc tập trung quân số, phương tiện, tích lũy đạn dược, nhiên liệu, thực phẩm đều bảo đảm cho giai đoạn đột phá đầu tiên và có kế hoạch cho các giai đoạn sau đó nhưng trên thực tế, việc thực hiện không được như dự kiến. Trong 15 cơ số xăng dầu cần đáp ứng cho các Tập đoàn quân xe tăng, chỉ có 7 cơ số ban đầu được đưa đến đúng kỳ hạn và địa điểm tiếp nhận, đạt chưa đầy 50%. Số còn lại đến rải rác và thường không theo kịp tốc độ tấn công của các quân đoàn xe tăng, cơ giới. Mặc dù được tiếp tế đủ đạn dược nhưng chủng loại đạn dùng cho pháo tăng không phải lúc nào cũng đáp ứng được yêu cầu của tình huống chiến đấu thực tế. Tại Tập đoàn quân xe tăng cận vệ 3, đã có lúc pháo tăng phải dùng chung đạn trái phá cùng cỡ (85 mm và 76 mm) của pháo tự hành, ảnh hưởng không nhỏ đến hỏa lực của xe tăng khi tấn công. Các xe tăng IS-1 và IS-2 của Liên Xô có đủ cơ số đạn pháo 100 mm và 122 mm (mỗi cơ số 28 viên) nhưng số lượng còn ít, tốc độ chậm (chỉ 37 km/h), sức cơ động không cao nên khả năng đáp ứng được yêu cầu đẩy nhanh tốc độ đột phá bị hạn chế.
Nhưng dù sao thì chiến thắng của Phương diện quân Ukraina 1 cũng đạt được mục tiêu chiến lược rất lớn, đó là chia cắt hai cánh Nam, Bắc của Cụm tập đoàn quân Nam (Đức). Giờ đây, khi chuyển quân từ Bắc xuống Nam và ngược lại, quân Đức buộc phải đi vòng qua dãy núi Carpath trên một địa hình đồi núi, giao thông không phát triển, đặc biệt là về đường sắt. Những tuyến mặt trận mà Quân đội Liên Xô mới chiếm lĩnh được tại Beretechko, Tarnopol, Chernovtsy, Kolomyia đã trở thành bàn đạp tấn công thuận lợi cho Chiến dịch Lvov–Sandomierz và Chiến dịch Đông Carpath diễn ra sau đó ít lâu.

#### Quân đội Đức Quốc xã
Điểm mạnh
Mặc dù đã suy giảm sức mạnh khá nhiều nhưng vào dầu năm 1944, quân đội Đức Quốc xã vẫn do những viên tướng có nhiều kinh nghiệm chỉ huy. Trong đó, phải kể đến Thống chế Erich von Manstein được coi như người cứu vãn quân đội Đức Quốc xã kể từ sau trận thảm bại ở Stalingrad. Quân đội Đức vốn có kỷ luật cao đã tổ chức phòng ngự rất cứng rắn, buộc đối phương của họ phải tổ chức những đòn đột phá tổng hợp với quy mô lớn của cả bộ binh, xe tăng, pháo binh và không quân mới có thể vượt qua được. Điều không may cho họ là người Nga vốn có tiềm lực và kinh nghiệm sử dụng pháo binh thành thạo ở quy mô lớn trong khi hỏa lực pháo binh của quân Đức được chia sẻ cho cả xe tăng và pháo binh. Chiến thuật phòng thủ bằng cơ động xe tăng của Erich von Manstein vẫn phát huy hiệu quả trên chiến trường Tây Ukraina và cả sau khi ông ta bị Hitler cách chức. Chiến thuật đó đã gây không ít khó khăn cho bộ binh và xe tăng Liên Xô nếu không dùng đến chiến thuật tổng hợp của pháo binh, bao gồm cả pháo tầm xa, lựu pháo, pháo chống tăng, pháo tự hành và hỏa tiến Katyusha với mật độ cao.
Xét về hình thức logic thông thường, việc bố trí phòng ngự của Tập đoàn quân xe tăng 1 (Đức) chủ yếu hướng về phía Tây và dựa vào các tuyến sông là hợp lý. Việc bố trí các sư đoàn xe tăng xen kẽ với các sư đoàn bộ binh để hỗ trợ nhau trong phòng ngự cũng đem lại hiệu quả giống như điều mà quân đội Đức Quốc xã đã làm trong Chiến dịch tấn công Zhitomir–Berdichev. Các cụm chốt phòng ngự của quân Đức đều được bố trí ở các đầu mối giao thông, các bến vượt sông quan trọng có thể làm giảm tối đa tốc độ tấn công của đối phương. Điều này thể hiện rõ hiệu quả ở phía Đông khu vực Proskurov, Khmelnik, Vinitsa, nơi diễn ra các đòn tấn công vỗ mặt của ba tập đoàn quân Liên Xô.
Điểm yếu
Cho dù các cựu sĩ quan chỉ huy và tham mưu Đức Quốc xã sau này có tự an ủi rằng mình đã có một cuộc thoát vây tạm coi là thành công thì hậu quả tổn thất cả về thế và lực của Tập đoàn quân xe tăng một trong vòng vây cũng Tập đoàn quân xe tăng 4 ứng cứu cho quân Đức phá vây cũng không hề nhỏ. Qua đó, thế trận và binh lực của Cụm Tập đoàn quân Nam (Đức) cũng bị ảnh hưởng khá nghiêm trọng bởi các tổn thất đó.
Nguyên nhân thất bại đầu tiên của Tập đoàn quân xe tăng 1 (Đức) chính là ước lượng tình báo sai lầm về hướng tấn công chính của quân đội Liên Xô. Ngay cả khi Tập đoàn quân 13 và 60 (Liên Xô) bằng Chiến dịch tấn công Rovno–Lutsk đã tạo ra một bàn đạp nhô ra về phía Bắc Tập đoàn quân xe tăng 1 thì các tướng lĩnh và sĩ quan tham mưu của Bộ tư lệnh Cụm tập đoàn quân Nam cũng như Tập đoàn quân xe tăng 4 đều cho rằng, người Nga sẽ giáng đòn tiếp theo vào Kovel. Lính biệt kích quân báo Đức cũng phát hiện ra xe tăng Liên Xô có mặt tại Shepetovka từ đầu tháng 3 nhưng không xác định được quy mô, số lượng và kế hoạch hành động của quân đội Liên Xô. Do phán đoán sai lầm về hướng tấn công chính của quân đội Liên Xô nên trên khu vực Proskurov - Kamenets Podolsky, các sư đoàn Đức vẫn "ngoảnh mặt" về hướng Đông. Khi chủ lực Phương diên quân Ukraina 1 tấn công từ phía Bắc, các sư đoàn Đức phải "xoay bản lề" để chống đỡ nhưng địa hình khu vực gồm tám con sông nhỏ chảy theo hướng Bắc - Nam đã làm cho các sư đoàn Đức bị chia cắt về địa hình trước khi bị chia cắt về thế trận quân sự.
Điểm yếu tiếp theo thuộc về chính chiến thuật phòng ngự cơ động bằng xe tăng, một "phát minh" của cả thống chế Von Manstein và tướng Paul Ludwig Ewald von Kleist. Nếu trong điều kiện mùa hè ở thảo nguyên Kuban cũng như thảo nguyên Đông Ukraina khô ráo thì chiến thuật này rất đắc dụng. Nhưng tại miền Tây Ukraina với địa hình phức tạp hơn, bị chia cắt bởi nhiều con sông nhỏ và các Thung lũng sâu thì chiến thuật này đã làm cho các sư đoàn xe tăng Đức rơi vào những "cái bẫy" do chính họ tạo ra. Dù đã tính toán đến việc sử dụng mạng lưới đường sắt khá phát triển trong miền Tây Ukraina nhưng trong các khu vực mặt trận hẹp bị nhiều sông ngòi chia cắt vào mùa xuân tan băng, các xe tăng Đức, đặc biệt là các xe tăng hạng nặng Tiger I cũng như xe tăng hạng trung cải tiến Panther đã mắc kẹt trong bùm lầy. Tốc độ không cao và sức cơ động giảm đã làm những cỗ xe tăng hiện đại không hơn gì những lô cốt cố định bằng thép.
Bắt đầu từ năm 1944, các chỉ huy quân đội Đức Quốc xã dù có nhiều kinh nghiệm tác chiến đã trở nên cứng nhắc và chạm chạp hơn trong hành động, khác hẳn với tính linh hoạt sáng tạo của chính họ hồi 1941-1942. Điển hình là Tập đoàn quân xe tăng 4 (Đức). Khi cho Tập đoàn quân xe tăng 1 "mượn" một số sư đoàn xe tăng để sử dụng trong cuộc giải vây cho Cụm tác chiến B, Tập đoàn quân này gần như không có trách nhiệm chỉ huy được quân của mình, trong khi tướng Hans-Valentin Hube không thể quán xuyến nổi một đội quân thiết giáp đông không kém một Cụm tập đoàn quân. Hậu quả đã diễn ra khi quân đội Liên Xô chia cắt hai tập đoàn quân xe tăng Đức bằng đòn đột kích cực mạnh của cả ba tập đoàn quân xe tăng, Tập đoàn quân xe tăng 4 (Đức) đã phản ứng không đủ quyết liệt để chí ít cũng làm chậm lại đòn đột kích đó. Để diễn ra sự phối hợp tác chiến lỏng lẻo giữa hai tập đoàn quân xe tăng mạnh nhất nhì mặt trận phía Đông chính là lỗi của người chỉ huy, của thống chế Erich von Manstein, cho dù Hitler không đề cập đến điều này khi cách chức ông ta.
Cuối cùng, chính Hitler phải là người chịu trách nhiệm cao nhất về thất bại của Tập đoàn quân xe tăng 1 (Đức). Mơ tưởng đến việc biến các thành phố, thị xã, thị trấn miền Tây Ukraina thành các pháo đài, Hitler đã bỏ ngoài tai lời khuyên bảo của tổng tham mưu trưởng quân đội Đức khi đó là tướng Kurt Zeitzler rằng cần rút một số vị trí về phía Tây để nắn thẳng tuyến mặt trận, tránh các "chỗ lồi" nguy hiểm ở hai bên sườn và thu hẹp chính diện để tăng mật độ binh lực, hỏa lực và trang bị trong tác chiến phòng thủ có chiều sâu. Đối với Hitler, tư duy chính trị đã thắng tư duy quân sự và hậu quả là có thêm hàng hàng chục vạn lính Đức chết trận, mặt trận của quân Đức vẫn bị đẩy lùi về phía Tây và giới tướng lĩnh quân sự Đức đã không còn coi trọng ông ta như trước đây nữa.

### Ảnh hưởng

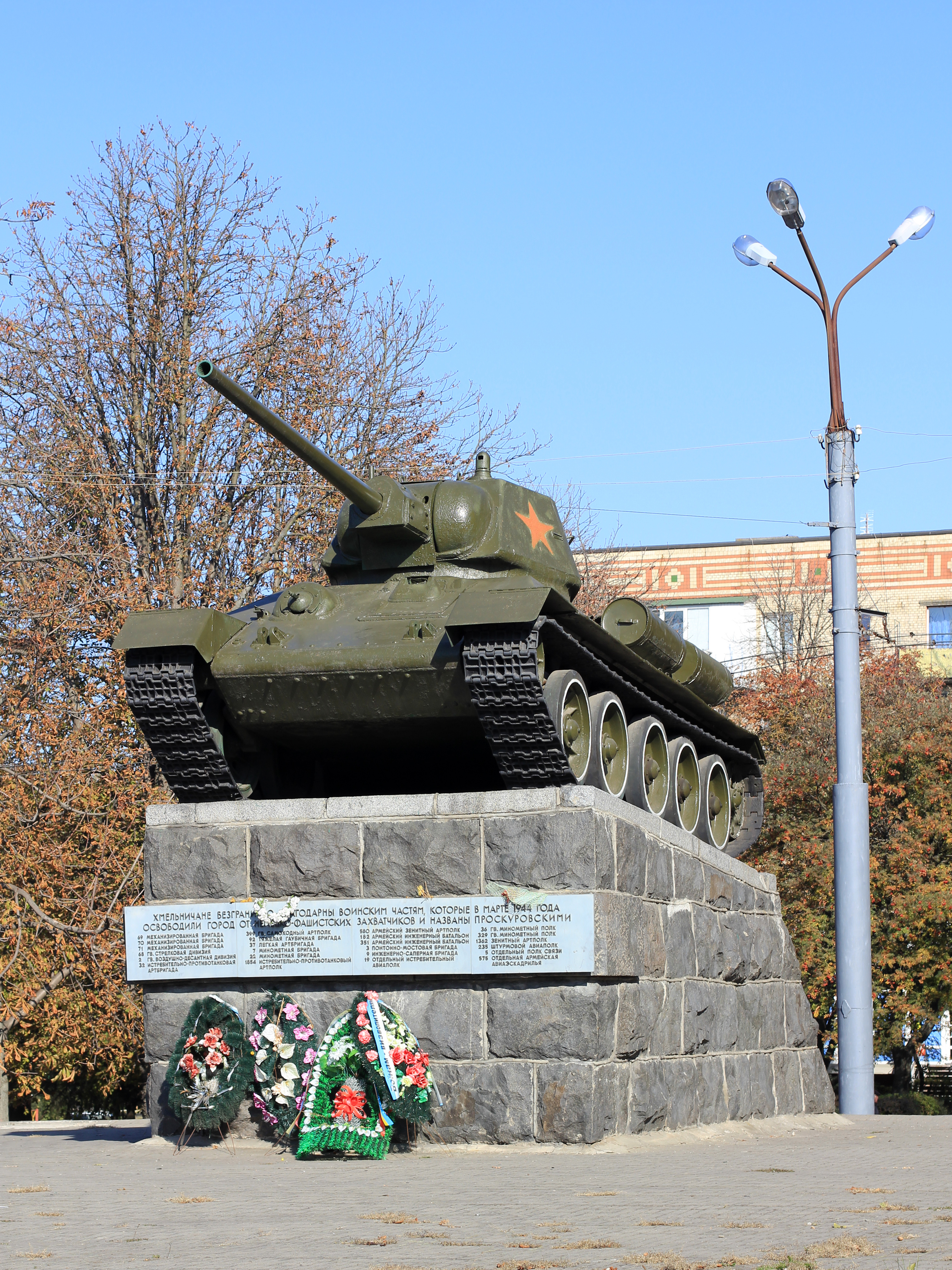
Đài kỷ niệm các trận đánh của Quân đội Liên Xô trong chiến dịch Proskurov–Chernovtsy tại Proskurov (nay là Khmelnytskyi)

Thất bại nặng nề của Tập đoàn quân xe tăng 1 (Đức) tại Chiến dịch Proskurov–Chernovtsy đã đặt dấu chấm hết cho Cụm tập đoàn quân Nam (Đức) sau 33 tháng tung hoành trên khắp các vùng đất Ukraina, thảo nguyên Kuban, bán đảo Krym, thảo nguyên Volga - Don. Ngày 4 tháng 4 năm 1944, Tổng hành dinh quân đội Đức Quốc xã tại mặt trận phía Đông truyền chỉ thị của Führer chia Cụm tập đoàn quân Nam làm đôi. Từ Krasnoilsk trên sườn Đông dãy Carpath (Tây Nam Chernovtsy 45 km) đến phía Bắc Kovel 30 km là chính diện phòng ngự của Cụm tập đoàn quân Bắc Ukraina. Từ thị trấn Krasnoilsk xuống phía Nam, đến Biển Đen là chính diện phòng ngự của Cụm tập đoàn quân Nam Ukraina, gồm các Tập đoàn quân 6, 8 (Đức) và các tập đoàn quân 3, 4 (Romania) và kiêm quản cả Tập đoàn quân 17 đang bị vây ở Krym. Thượng tướng Walter Model được phong Thống chế từ ngày 1 tháng 3, nguyên tư lệnh Cụm tập đoàn quân Bắc được Hitler chỉ định làm Tư lệnh Cụm tập đoàn quân Bắc Ukraina. Thượng tướng Ferdinand Schörner được giao tạm quyền chỉ huy Cụm tập đoàn quân Nam Ukraina. Đến ngày 25 tháng 7, Thượng tướng Johannes Frießner được chỉ định làm Tư lệnh Cụm tập đoàn quân này. Tuy được tách làm hai nhưng sự hiệp đồng giữa hai cụm tập đoàn quân này vẫn rất khó khăn vì bị dãy núi Carpath ngăn cách.
Mặc dù một số lượng lớn quân Đức đã thoát khỏi vòng vây nhưng thất bại của Tập đoàn quân xe tăng 1 (Đức) làm cho Hitler "điên tiết" và ông ta bắt đầu đi tìm những "vật tế thần". Giới quân sự Đức rất ngạc nhiên khi hai thống chế hàng đầu của quân đội Đức Quốc xã phải chịu cơn thịnh nộ của Hitler là Erich von Manstein và Paul Ludwig Ewald von Kleist. Trong buổi lễ huyền chức của hai vị thống chế này, sau khi trao tặng họ các Huân chương Chữ thập Hiệp sĩ hạng nhất và thanh kiếm danh dự, Hitler đã nói với Manstein:
| “              | Thời kỳ của những chiến dịch quy mô lớn trên mặt trận phía Đông rất phù hợp với tài năng của ông đã qua rồi. Ở đây và trong lúc này, điều quan trọng nhất là chỉ còn cách kiên quyết giữ lấy các trận địa, duy trì trận tuyến. Mở đầu một phương pháp mới để chỉ huy quân đội phải gắn liền với những tên tuổi mới và những thủ đoạn tác chiến mới". | ” |
| — Adof Hitler, | |   |

Do hao hụt quân số quá lớn, nguồn động viên từ nước Đức và các nước Trung Âu không đủ, Bộ Tổng tư lệnh quân đội Đức Quốc xã đã phải bổ sung trang bị cho quân đội các nước chư hầu Đông Âu (Hungary, Rumania, Slovakia) những vũ khí, kỹ thuật hiện đại hơn để sử dụng các đơn vị này chiến đấu dưới sự chỉ huy của các tư lệnh Đức Quốc xã. Các tập đoàn quân Romania 3, 4; Tập đoàn quân Hungary 1; Quân đoàn Slovakia đều có các tướng lĩnh quân sự Đức tham gia chỉ huy và các sĩ quan cao cấp SS giám sát để đảm bảo sự trung thành của họ đối với nước Đức Quốc xã.
Kết quả chiến dịch đã đem lại cho quân đội Liên Xô một thế trận thuận lợi hơn rất nhiều so với khi họ phải vượt sông Dniepr. Mỗi cụm tập đoàn quân Đức ở biên giới Ukraina giờ đây phải đối phó với 2 phương diện quân Liên Xô có ưu thế về người và vũ khí trang bị. Trong khi các cụm tập đoàn quân Đức bị chia cắt bởi đầm lầy Polesia ở phía Bắc và dãy Carpath ở giữa mặt trận thì Quân đội Liên Xô lại có thể tự do cơ động lực lượng của họ trên các tuyến đường sắt ở khắp Ukraina để chuẩn bị cho chiến cục mùa hè. Quân đội Liên Xô bắt đầu các hành động quân sự trên lãnh thổ nước ngoài và họ được các lực lượng kháng chiến chống Đức Quốc xã ủng hộ, trong đó có nhiều tổ chức cộng sản, những người cùng chí hướng với họ. Nhiều tổ chức dân tộc chủ nghĩa khác cũng hợp tác với những người cộng sản ở Rumania, Bulgaria và Slovakia. Những hoạt động vũ trang và các trận đánh theo chiến thuật du kích của họ dù không có hiệu quả bằng hoạt động của du kích Liên Xô những cũng đủ làm cho hậu phương trực tiếp của quân Đức luôn trong tình trạng bất ổn.
Nguyên soái G. K. Zhukov, người trực tiếp chỉ huy chiến dịch chỉ được tặng thưởng Huân chương Chiến thắng hạng nhất (lần thứ tư). I. V. Stalin đã hạ một mức khen thưởng đối với ông vì chiến dịch đã không thành công trọn vẹn. Khi về đến Moskva để dự hội nghị bàn kế hoạch hoạt động quân sự mùa hè 1944 tại Byelorussia, G. K. Zhukov đã không đến nhận huân chương mà đi thẳng đến phòng làm việc của Stalin. Trước khi khai mạc hội nghị, I. V. Stalin đã phải nhắc ông đến phòng làm việc của N. M. Shvernik để nhận tấm huân chương này.
Sau chiến dịch này, 31 đơn vị chiến đấu xuất sắc của quân đội Liên Xô đã được trao tặng các tên gọi danh dự tương ứng với các địa danh trong chiến dịch. Tập đoàn quân xe tăng 1 được phong danh hiệu "Tập đoàn quân xe tăng cận vệ 1" ngày 25 tháng 4 năm 1944. Tướng M. E. Katukov, tư lệnh tập đoàn quân và các sĩ quan cao cấp chỉ huy các quân đoàn xe tăng, cơ giới thuộc tập đoàn quân tặng thưởng Huân chương Suvorov hạng nhất. Quân đoàn cơ giới cận vệ 10 (Tập đoàn quân xe tăng 4) được tặng thưởng Huân chương Cờ đỏ.